# Storia di Livorno

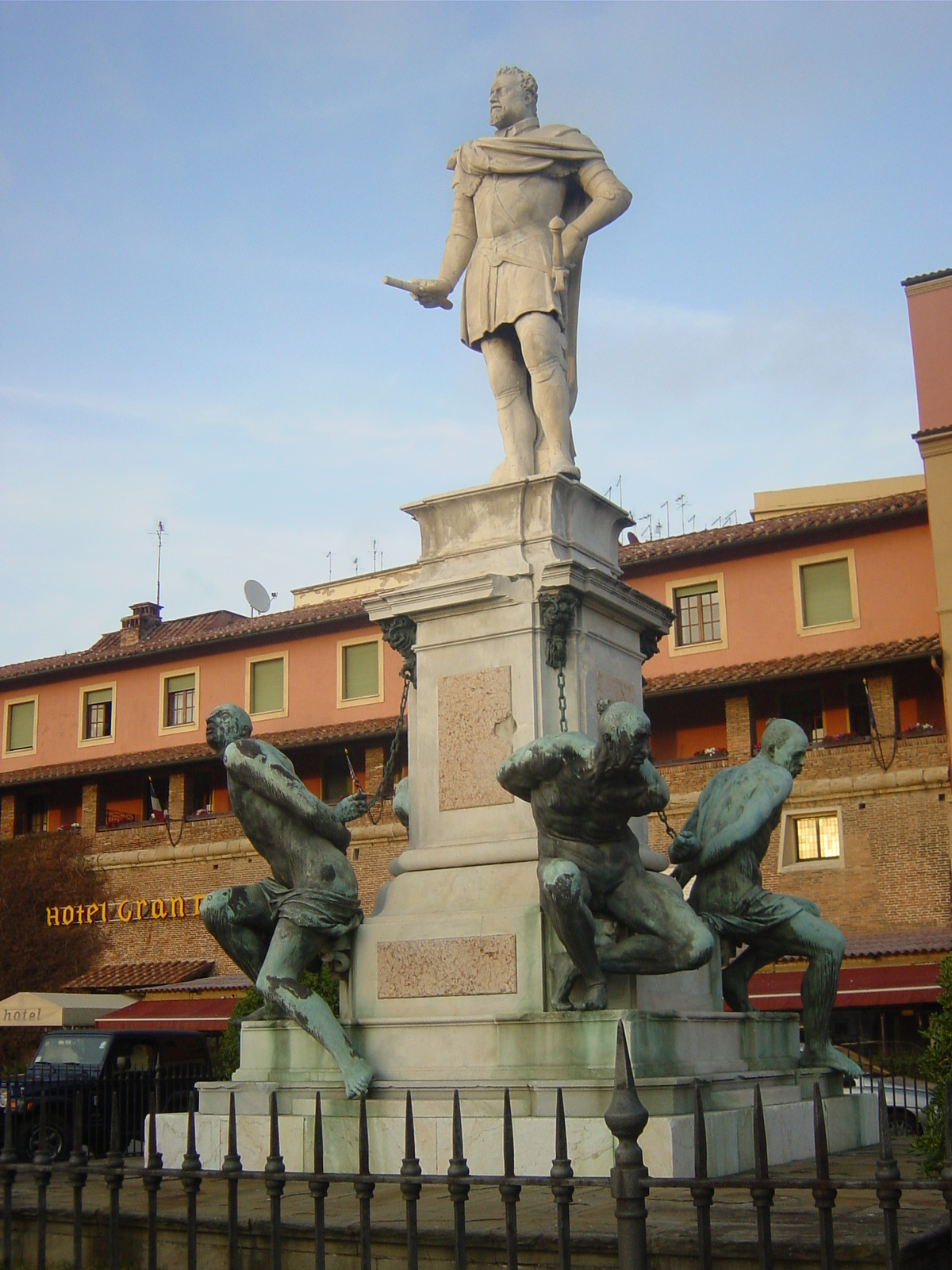
Statua di Ferdinando I, ritenuto l'artefice dello sviluppo della città

La storia di Livorno, se confrontata con quelle delle altre città toscane, è sicuramente tra le più originali nel panorama regionale, in quanto slegata da uno sviluppo medievale che è comune alla maggior parte degli altri centri.
Le origini dell'insediamento dal quale si è poi sviluppata la città sono comunque antiche e legate alla vicinanza con il principale scalo marittimo della Repubblica pisana.
Tramontato il dominio di Pisa, i Medici decretarono l'ampliamento di Livorno, trasformando un piccolo villaggio nella più importante città italiana progettata e costruita tra la fine del XVI e l'inizio del XVII secolo.
Principale porto del Granducato di Toscana e tra i più trafficati scali di tutto il bacino del Mediterraneo, Livorno divenne un rilevante centro economico animato da mercanti provenienti da qualsivoglia Nazione, come specificato dalle leggi livornine, che le conferirono i caratteri di città cosmopolita per eccellenza, anche durante il successivo dominio lorenese.
Dopo l'unificazione e la crisi economica conseguente all'abolizione del porto franco, la città accolse numerose fabbriche di rilevanza nazionale, divenendo il maggiore centro industrializzato della Toscana.
Fu duramente colpita dai bombardamenti aerei della seconda guerra mondiale, che, assieme alla ricostruzione, cancellarono parte delle sue principali vestigia, conferendole un aspetto moderno.

## Storia
Il toponimo "Livorna" è attestato per la prima volta il 13 novembre 1017 (non trova riscontro l'anno 904, come invece riportano diversi autori). Secondo alcuni eruditi locali deriverebbe da un nome di persona romana di origine etrusca (Liburna, Liburnius, Leburna, Leburnius). Secondo altre ipotesi deriverebbe invece dal latino liburna (una nave veloce da guerra) o dal nome del popolo illirico dei Liburni.
Un'altra ipotesi, invece, è che il termine abbia relazione con la parola del francese antico libe, che si usava per indicare un blocco di pietra da lavorare, come, appunto, quelle estratte sulle scogliere di Livorno. Alla radice prelatina "lib-" si sarebbe poi aggiunto il suffisso –orna, oppure -orno. È ritenuta del tutto inattendibile l'ipotesi che vuole Livorno derivare da Labrone, termine usato una sola volta da Marco Tullio Cicerone nel I secolo a.C., nella lettera al fratello Quinto:
(Marco Tullio Cicerone, lettera al fratello Quinto)

### Le origini
Le origini di Livorno sono ignote e si perdono nella leggenda del mitologico tempio di Ercole, attorno al quale si sarebbe sviluppato l'abitato più antico della città.
Certamente il sito era frequentato sin dall'epoca preistorica, come documentato da alcuni reperti archeologici, quali cuspidi di freccia, lamine usate come coltelli, raschiatoi e punteruoli rinvenuti in varie zone del territorio comunale.
Due giacimenti paleolitici furono scoperti nel 1939 nella zona di Santo Stefano ai Lupi e Monteburrone; in una grotta del Monte Tignoso, tra Ardenza e Montenero, furono rinvenuti manufatti neolitici, come ossa lavorate, frammenti di rame e di ceramica. In località Limone, ad est della città, furono ritrovati dei bronzi, che Toscanelli ritenne non anteriori al III secolo a.C.
Occorre ricordare anche oggetti dell'età del ferro e del bronzo scoperti nei pressi di Montenero e nell'odierna Fortezza Vecchia, al cui interno sono ancora individuabili tracce di capanne, sopra le quali si trova uno strato di reperti di epoca etrusca e romana.
L'apertura della Via Aemilia Scauri, nel 109 a.C. fu un avvenimento di indubbio rilievo, che coincise con l'avvio della colonizzazione romana. Tracce evidenti di questo passaggio si possono ritrovare nei toponimi di Ardenza (da Ardentia), Salviano (da Salvius) e Antignano (da Antonius o, secondo alcuni, Ante ignem, ovvero la località posta prima dei fuochi di segnalazione per le navi dirette a Porto Pisano).
Nel tardo impero, nell'area di Santo Stefano ai Lupi si trovava una zona sepolcrale, forse connessa alla presenza, presso il vicino Porto Pisano, di una non meglio definita località denominata "Triturrita" descritta da Claudio Rutilio Namaziano nel 416 d.C.

### Medioevo

#### Livorno sotto la Repubblica di Pisa

##### Porto Pisano
Livorna è attestata per la prima volta in un documento del 13 novembre 1017, nel quale il vescovo di Pisa concesse l'omonimo castello ed un piccolo agglomerato di case alla famiglia pisana degli Orlandi.
Sicuramente questo piccolo villaggio, posto intorno ad una cala naturale a pochi chilometri a sud della foce dell'Arno, collaborava già da tempo col vicino Porto Pisano, ovvero con il principale scalo marittimo di Pisa.
Porto Pisano si estendeva in una vasta insenatura a nord di Livorno (il Sinus Pisano) ed era unito a Pisa mediante una strada carrabile che aveva origine dalla zona di Santo Stefano ai Lupi, dove si trovavano una pieve (citata già nel 949) e un'importante fonte d'acqua sorgiva per il rifornimento delle navi.
Oltre alla chiesa di Santo Stefano, tra i secoli X e XI, nella giurisdizione politica conosciuta col nome di Piviere di Pian di Porto rientravano una serie di pievi: San Paolo all'Ardenza (scomparsa), Santa Giulia (scomparsa), Sant'Andrea di Limone e San Martino a Salviano.
Non distante da Santo Stefano ai Lupi, in località Stagno, si trovava inoltre l'Ospedale di San Leonardo, un importante complesso dotato di ostello per pellegrini, cimitero e chiesa, fondato nel 1154 dall'arcivescovo di Pisa. Un altro ospedale, quello di San Benedetto, sorse nell'area di Porto Pisano intorno al 1304, rimanendo attivo probabilmente fino all'inizio del secolo successivo.

##### IlCastrum Liburni

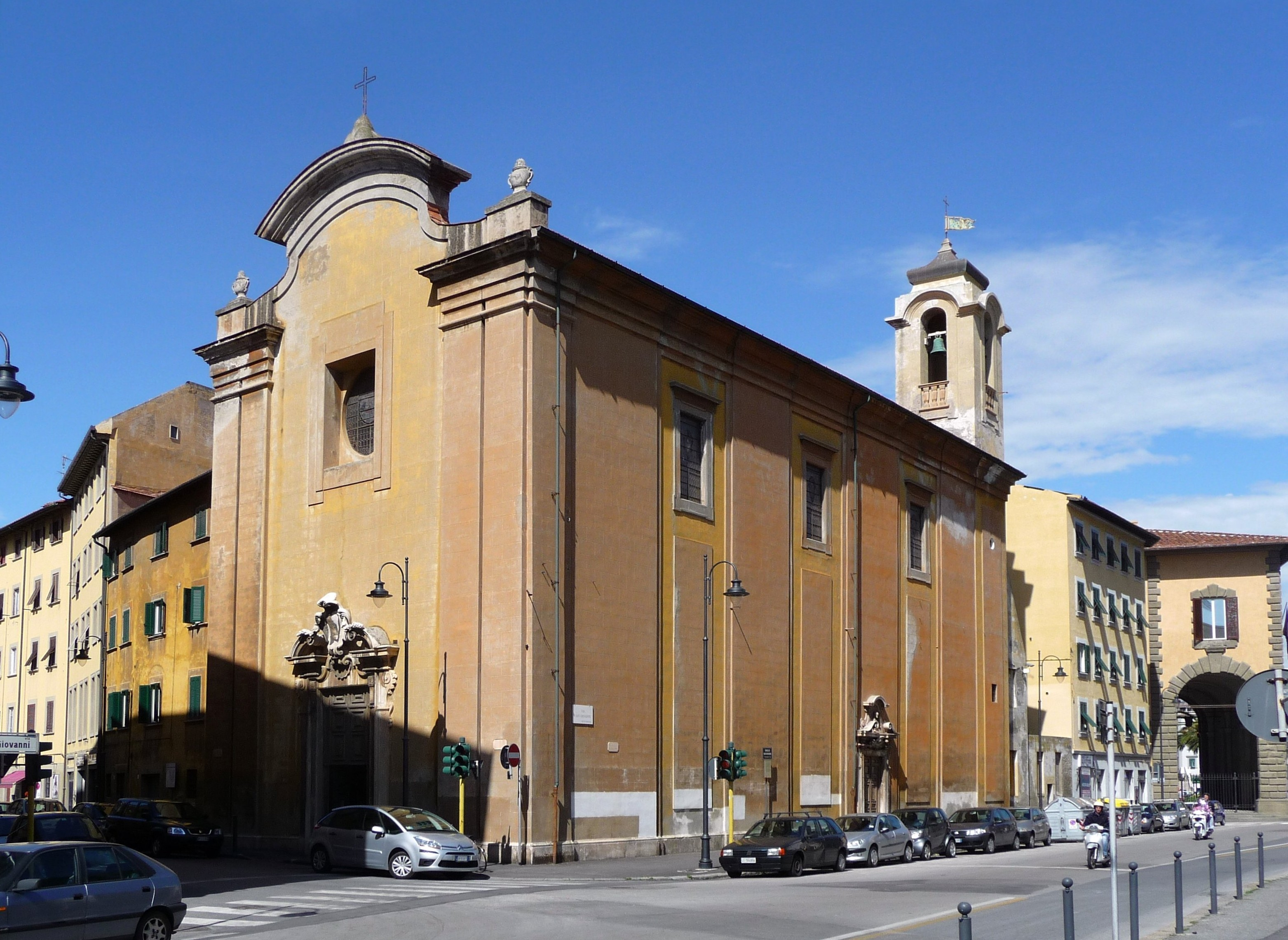
La chiesa di San Giovanni come si presenta oggi

Un evento documentato è la donazione che la contessa Matilde di Canossa fece nel 1103 all'Opera del Duomo di Pisa del Castrum Liburni e la sua curtis, vale a dire di un centro fortificato privo di una propria giurisdizione e un centro abitato relegato al diritto feudale. Diciotto anni dopo l'Opera lo vendette all'arcivescovo della città. Livorno seguì così il destino della repubblica pisana, venendo distrutta per ben dodici volte, tra il 1114 e il 1368, per cause belliche.
A differenza delle altre città toscane, che vivevano stagioni di grande vivacità artistica, all'epoca Livorno rimase ai margini della storia.
L'abitato, dal quale partiva la carrareccia (via Carraia) per Porto Pisano, era composto da un pugno di abitazioni e alcune strutture fortificate, successivamente inglobate nella Fortezza Vecchia: una torre quadrata, risalente al X-XI secolo, e una torre circolare (impropriamente chiamata Mastio di Matilde), costruita tra il XIII e XIV secolo.
Alla metà del Duecento è rintracciabile la prima menzione della chiesa di San Giovanni Battista; un'altra antica chiesa fu quella di Santa Maria e Giulia (demolita nel 1527 per fare spazio alla costruzione del fossato della Fortezza Vecchia), che il Vigo ritiene citata come Santa Maria già nel 1160 e che, secondo la tradizione cronachistica, ebbe il secondo titolo a seguito della distruzione della chiesa di Santa Giulia (1268). Di origine medievale era anche la chiesa di Sant'Antonio, demolita negli anni quaranta del XX secolo. Livorno disponeva anche di un ospedale, detto di Sant'Antonio, che all'epoca aveva comunque una capienza molto limitata.
Fuori dall'abitato, a sud, si trovava la chiesa di San Jacopo in Acquaviva; a nord, invece, insistevano una serie di torri poste all'imboccatura di Porto Pisano. Un'altra torre sorgeva al largo della costa per indicare le pericolose Secche della Meloria.

##### Lo sviluppo urbano

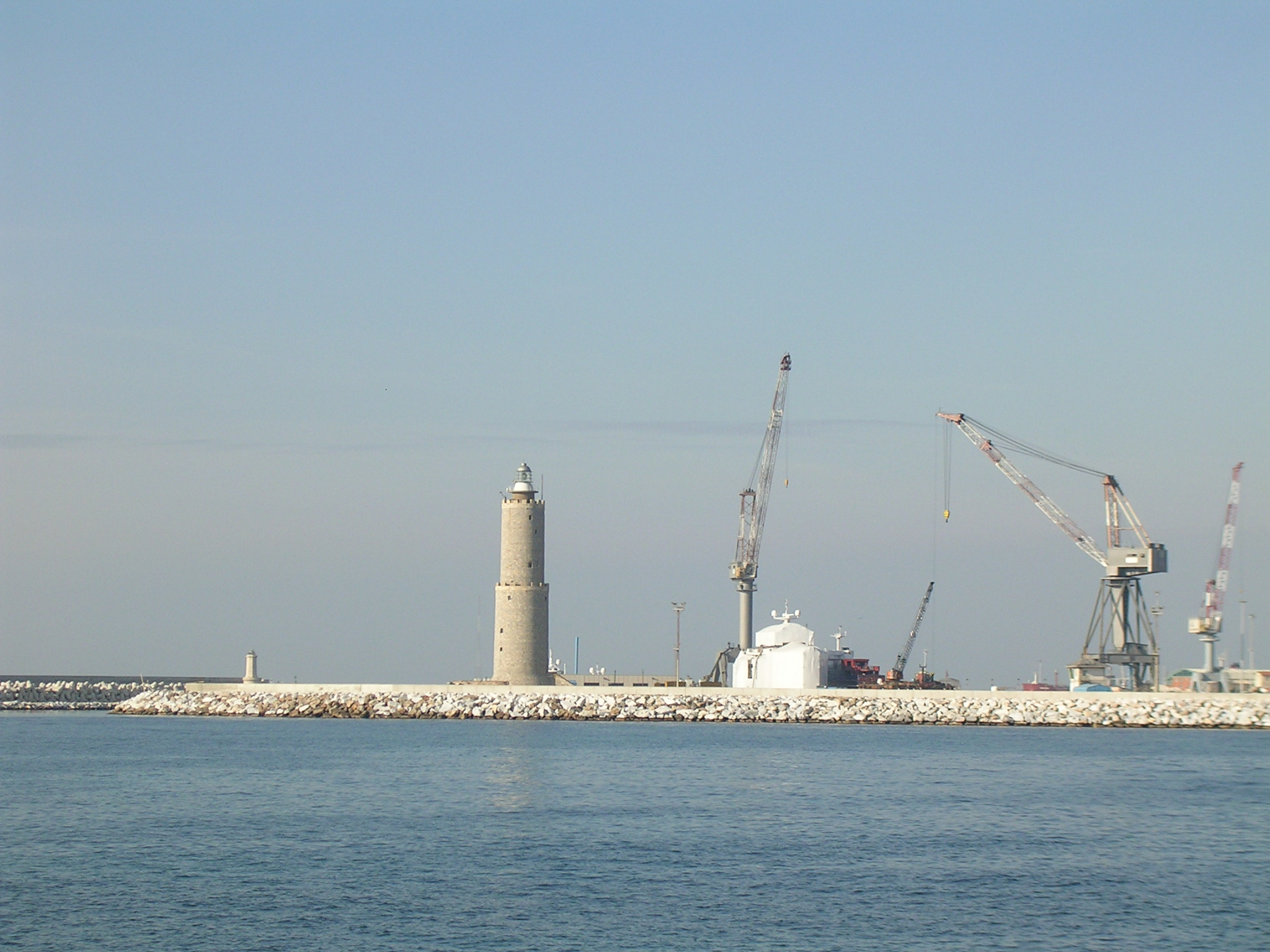
Il Fanale

Dopo le distruzioni subite dal villaggio ad opera di Carlo d'Angiò nel 1267, dei genovesi a seguito della battaglia della Meloria del 1284 e ancora ad opera dei genovesi e dei lucchesi nel 1285, i pisani si dedicarono al riordinamento edilizio dell'area portuale.
A causa del naturale insabbiamento dell'antico Porto Pisano, decisero comunque di favorire lo sviluppo dello scalo labronico con la costruzione di un maestoso faro (1303) e di una fortificazione a pianta quadrata, detta "Rocca Nuova" o "Quadratura dei Pisani", che intorno al 1377 sorse attorno alle torri preesistenti. In ogni caso, l'abitato restò privo di mura fino agli ultimi anni del secolo.
Nel contempo, gli statuti pisani stabilirono un regime giuridico a favore di tutti coloro che si fossero stabiliti a Livorno o Porto Pisano; si trattava sostanzialmente di un'esenzione da ogni tassa, in cui può essere letto un embrione di quelle immunità che, nella storia di Livorno, raggiunsero il loro apice con le Leggi Livornine alla fine Cinquecento.
Nel 1392 il governo del doge pisano Pietro Gambacorti decretò la fortificazione della "Terra di Livorno", che divenne così un castello munito sul mare a difesa dell'approdo del "Pamiglione" (Darsena Vecchia). Le mura erano di pietra del monte della Verruca e abbracciavano l'intero borgo medievale che si era sviluppato intorno al Pamiglione e lungo la via Maestra del Borgo (attuale via San Giovanni). Il loro andamento seguiva, grossomodo, quello degli attuali scali delle Ancore, piegavano verso sud poco prima dell'odierna via del Porticciolo e di nuovo piegavano verso occidente parallele alla via Fiume per arrivare al Pamiglione. Qui si ricongiungevano ad una fortificazione nota come Rocca Vecchia, correvano parallele alla riva dell'approdo e terminavano poco prima della Quadratura dei Pisani, nella cui area antistante si apriva il cosiddetto Varatoio, ove venivano costruiti e varati, appunto, i navigli. Sulla darsena del Pamiglione si trovava la Porta a Mare, mentre all'altro capo del borgo, alla fine della via San Giovanni, si ergeva una massiccia torre triangolare, in corrispondenza della quale la Porta a Terra o Ghibellina dava accesso all'aperta campagna del "Campo Galeano" (attuale piazza del Municipio). Un bivio conduceva verso nord-est a Pisa e verso sud-est a Salviano. Una cortina fortificata circondava anche il lato meridionale e occidentale del Pamiglione, lungo il molo.
Tuttavia, non è stata tramandata alcuna pianta medievale di Livorno; le piante più antiche risalgono al XVI-XVII secolo.
Secondo alcune ricostruzioni piuttosto tarde, l'abitato doveva essere costituito da circa 18 isolati, a cui nel 1493 ne furono aggiunti altri due sul lato nord. Dalla via Maestra si staccavano le anguste strade laterali (Carraia, Guelfa, San Antonio), i vicoli (del Leone, Nuovo, San Antonio, del Settìno, dei Bozzellai, del Lauro, del Chiasso d'oro, del Chiassatello, della Rocca) e le piccole piazze del Castello, per un totale di tre piazze, oltre a 16 strade e vicoli. Sulla via principale si affacciavano i maggiori edifici dell'abitato: la chiesa di San Giovanni Battista, la scomparsa pieve delle Sante Maria e Giulia, nonché il palazzo del Comune, con una piccola loggetta antistante. Le case avevano una struttura piuttosto semplice e in qualche caso potevano disporre di chiostra, casalino, pozzo e orto.
Tale impianto urbanistico fu conglobato nel tessuto della nuova città e tale rimase, sostanzialmente immutato, fino agli abbattimenti attuati tra il XIX secolo e gli anni quaranta del Novecento.
All'epoca, il territorio livornese non era particolarmente fertile, ad eccezione dei terreni di Coteto e Ardenza. L'area di Porto Pisano, invece, si andava trasformando in un vasto acquitrino, divenendo ogni giorno sempre più malsana e malarica.

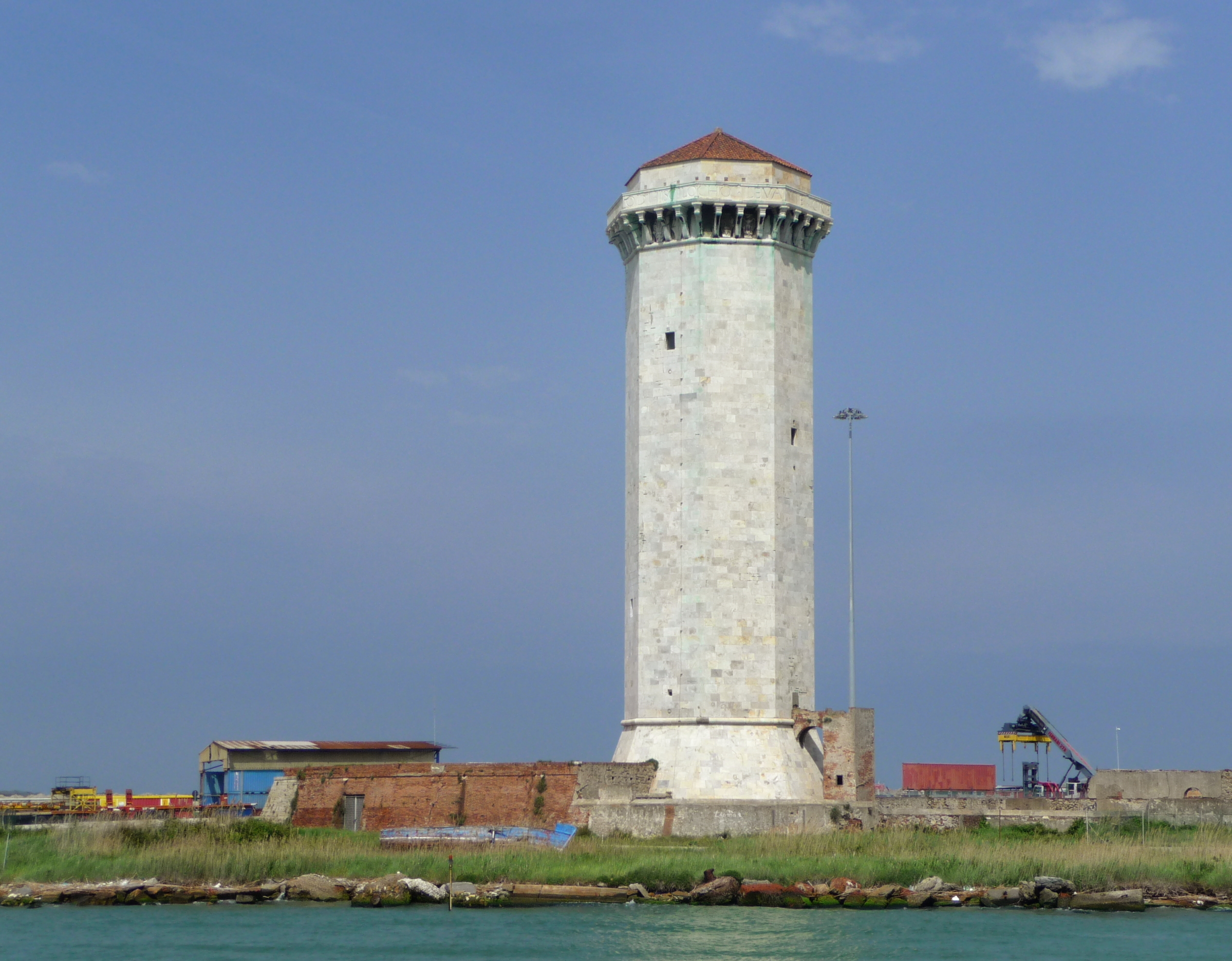
La Torre del Marzocco

#### Dalla fine della Repubblica di Pisa al dominio fiorentino
Nel 1399 Pisa e Livorno passarono sotto il dominio dei Visconti di Milano, che chiesero la protezione della Francia per tutelare i loro possedimenti dalle crescenti pressioni dei fiorentini.
Nel 1405 Pisa fu comunque venduta alla Repubblica di Firenze, ma la resistenza del popolo pisano costrinse i fiorentini ad assediare la città fino alla sua resa definitiva, avvenuta nel 1406. Livorno, rimasta a lungo nelle mani del luogotenente del re di Francia, fu ceduta alla Repubblica di Genova nel 1407.
I genovesi vollero dotare Livorno di maggiore autonomia e strutture più moderne: istituirono il vicariato, da cui dipendevano anche gli organi amministrativi locali, e, secondo la tradizione, fecero scavare anche un fossato all'esterno delle mura, con annessa darsena (il cosiddetto "Porticciolo dei Genovesi", ubicato nella zona dell'attuale piazza Grande) e dogana.
I fiorentini, che già disponevano di Porto Pisano, non rinunciarono comunque ad impossessarsi di Livorno, che di fatto costituiva ormai un organismo indispensabile per la funzionalità dello scalo marittimo di Pisa.
L'accesa rivalità con i genovesi si concluse il 27 giugno 1421, quando la Repubblica di Firenze acquistò il Castello di Livorno per ben 100.000 fiorini d'oro, una cifra enorme per l'epoca.
Firenze riconobbe il territorio di Livorno come parte integrante del contado fiorentino, assoggettandolo al medesimo status giuridico; condonò i debiti che gli abitanti avevano con il Comune di Pisa e furono confermati i privilegi a favore di coloro che fossero venuti ad abitarci; istituirono anche la magistratura dei Consoli del Mare, cui era affidato il controllo delle merci in entrata e in uscita che giungevano per mare, e il compito di far costruire navi mercantili, stabilendone gli itinerari.
I fiorentini iniziarono poi una serie di interventi per riparare le fortificazioni di Livorno e ristrutturare Porto Pisano, arrivando a costruirvi, intorno alla metà del XV secolo, la Torre del Marzocco.

### Età moderna

#### La città medicea
Nel settembre del 1494 Carlo VIII di Francia avviò una spedizione militare in Italia, ottenendo da Piero de' Medici i territori di Pisa, Sarzana e Livorno. Al termine dell'impresa, Livorno venne restituita a Firenze, mentre Pisa acquistò la propria libertà dai francesi. Di fronte al tentativo di riconquista da parte dei fiorentini, i pisani chiesero soccorso a una lega capitanata da Massimiliano I d'Asburgo. Il 2 novembre 1496, le forze della lega, composte da trenta navi dal mare e settemila uomini da terra, cinsero d'assedio il Castello di Livorno. Alcuni abitanti del territorio livornese, provenienti anche dalle campagne vicine (i cosiddetti "villani"), coadiuvarono le truppe fiorentine, capitanate da Andrea di Piero de' Pazzi, nella difesa del castello, restaurando un bastione delle fortificazioni, ma l'attacco fu respinto soprattutto grazie a una violenta mareggiata che spazzò via le navi nemiche. La tradizione vuole che i fiorentini abbiano reso omaggio al Castello di Livorno innalzando una fontana. Ma fu solo nel Seicento, durante la dinastia medicea, che la fontana fu ornata con una statua riproducente un giovane "villano", privo di armi e dall'aspetto mite, a cui fu affiancato un cane, simbolo di fedeltà; nell'ottica di rafforzare il legame tra i Medici e il loro avamposto costiero, nel 1605 sullo stemma comunale di Livorno comparve uno stendardo bianco con la parola Fides, a perenne ricordo della fedeltà dimostrata. In seguito la figura del Villano venne fomentata, con tutt'altro spirito, in chiave patriottica e di resistenza durante i moti risorgimentali.

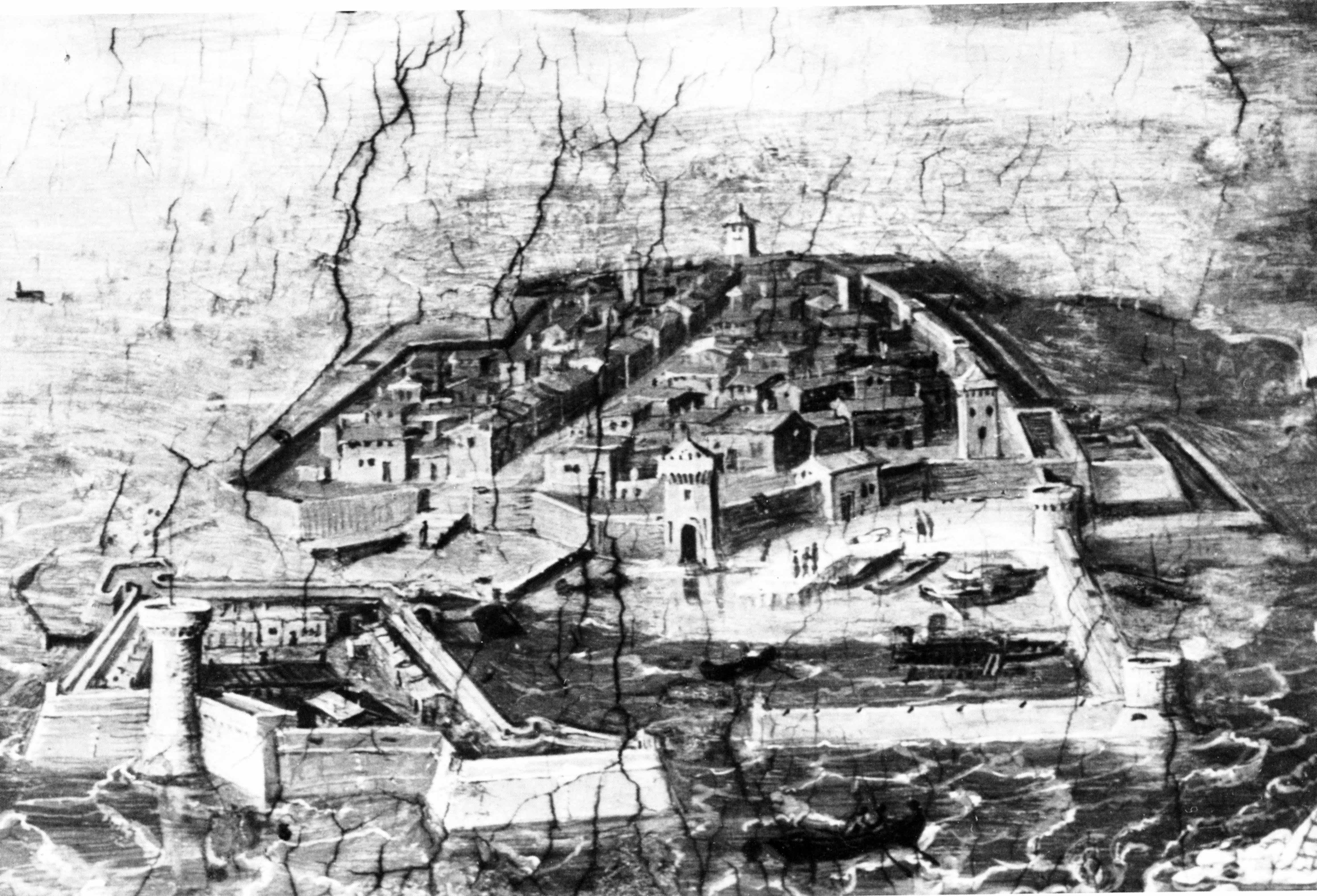
Il castello di Livorno dipinto da Giorgio Vasari alla metà del Cinquecento

La crisi che colpì lo stato fiorentino dopo la morte di Lorenzo de' Medici si fece sentire anche a Livorno e si acutizzò durante l'occupazione di Carlo VIII di Francia e di Massimiliano I d'Asburgo.
Solo nei primi decenni del Cinquecento, l'esigenza di creare uno scalo attrezzato e ben protetto, portò alla realizzazione della Fortezza Vecchia, possente macchina bellica costruita su progetto di Antonio da Sangallo il Vecchio, che andò a chiudere la Rocca Nuova e le torri annesse all'interno di una cortina muraria continua, a pianta irregolare, caratterizzata da tre bastioni alle estremità.
Ma la scarsa popolazione, composta perlopiù da marinai, schiavi e mercanti di scarso rilievo, rendeva ancora il luogo insicuro ed economicamente ancora dipendente da Pisa, dove invece si concentravano i banchieri, le manifatture artigiane di lana e seta, importanti mediatori commerciali, e dal 1562 il quartier generale dell'Ordine di Santo Stefano papa e martire.
Cosimo I, granduca di Toscana, gettò le basi per la creazione di un cospicuo insediamento urbanistico.
Egli riconfermò i privilegi concessi nel 1421; nel 1548 emanò provvedimenti a favore degli ebrei, ai quali garantiva protezione dall'Inquisizione.
Il granduca fece costruire la propria residenza all'interno della Fortezza Vecchia, promosse l'edificazione di un palazzo per il suo seguito subito fuori dal fortilizio (il Palazzo Mediceo), e verso la metà del secolo decretò il rafforzamento del sistema difensivo, con la costruzione di tre baluardi sugli angoli della vecchia cinta pisana: a nord-est (via del Porticciolo) fu eretto un piccolo bastione di terra, sull'angolo sud-est fu costruito il "Bastione della Cera" e sull'angolo sud-ovest, adiacente alla Rocca Vecchia, il "Bastione del Villano".
Nel 1566 furono emanati i nuovi statuti doganali, che garantivano il principio di libero deposito di merci per il periodo di un anno, con la possibilità di riesportarle in mare.
In quegli stessi anni si pose mano alla realizzazione di un canale, denominato canale dei Navicelli, per unire Livorno a Pisa, i cui lavori furono completati intorno al 1574-75.
Il programma di interventi per Livorno prevedeva anche la costruzione di un grande molo, che, partendo dal Fanale, avrebbe dovuto prolungarsi verso nord-ovest, ma l'opera, iniziata nel 1572, fu abbandonata e lasciata incompleta. Nel medesimo anno si realizzarono una serie di buche per il deposito del grano di fronte alla Fortezza Vecchia e nel 1574 si progettò l'ampliamento della chiesa di Sant'Antonio.

##### Il progetto di Bernardo Buontalenti

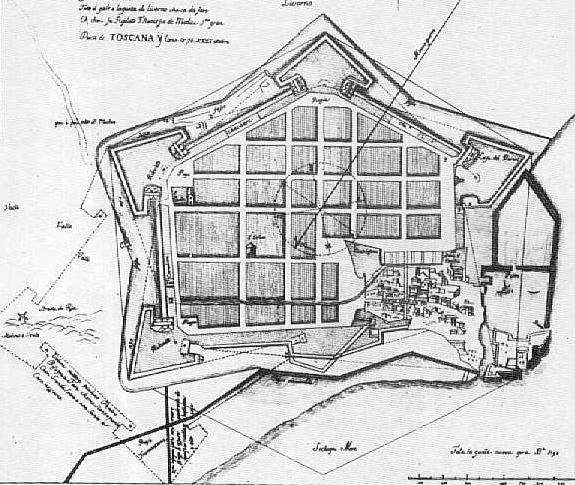
Copia del progetto di Bernardo Buontalenti per la città di Livorno

A Cosimo I de' Medici si è attribuita l'intenzione di dar principio all'ampliamento della città; tuttavia fu il figlio Francesco I che intorno al 1575 diede incarico all'architetto Bernardo Buontalenti di progettare la pianta della nuova città di Livorno.
Il progetto buontalentiano, di cui restano solo alcune copie, prevedeva la formazione di un abitato chiuso entro una cinta muraria pentagonale, con fossati e baluardi che dovevano proteggerlo dall'assalto delle navi dei Mori e dei Saraceni, in quei tempi protagonisti di frequenti scorrerie ed incursioni lungo le coste del Tirreno e del Mediterraneo in generale.
I lavori cominciarono il 28 marzo 1577, ma solo intorno al 1589, due anni dopo la morte di Francesco de' Medici, fu deciso di potenziare l'apparato militare con la realizzazione di quella che poi sarà chiamata Fortezza Nuova. Il progetto si deve alla collaborazione tra Buontalenti, Don Giovanni de' Medici e altri ingegneri quali Claudio Cogorano e Alessandro Pieroni.
Le modifiche interessano anche il tessuto urbano; infatti, il progetto originario di Buontalenti disponeva le strade secondo una maglia ortogonale, attorno al vecchio abitato medievale, senza dare precise indicazioni sulle nuove edificazioni e sulle piazze.
Negli anni novanta del Cinquecento furono avviati i primi studi per la realizzazione di una vasta piazza d'armi al centro dell'abitato, non rispondente solo a funzioni civili e militari, ma qualificata anche in senso religioso con la principale chiesa della città (l'attuale cattedrale).
Lo stesso Buontalenti elaborò un primo disegno per la nuova chiesa, le cui fondamenta furono gettate tra aprile e maggio del 1594. Abbandonato questo primo progetto, ai lavori presero parte Antonio Cantagallina e Alessandro Pieroni. Nel medesimo periodo fu promossa la realizzazione di uno spazio porticato attorno alla facciata della nuova chiesa, di cui è noto uno studio dello stesso Pieroni, che conferì all'area un carattere regolare e unitario.
La fortuna della nuova piazza fu tanta che fu presa a modello dalla Place des Vosges di Parigi e dall'architetto Inigo Jones per la realizzazione del Covent Garden di Londra, la prima piazza della capitale britannica con tracciato regolare.

##### Le Livornine
Le "Leggi Livornine", promulgate da Ferdinando I alla fine del XVI secolo, conferirono a Livorno i caratteri di città cosmopolita per eccellenza nel contesto storico del Sei-Settecento. Le Nazioni costituirono un elemento essenziale per l'affermazione economica dell'emporio livornese e plasmarono fortemente l'immagine della città. Numerosi mercanti stranieri legarono il loro nome a quello di opere di pubblica utilità e beneficenza, palazzi e ville suburbane, ma la loro presenza determinò soprattutto la realizzazione di chiese e cimiteri nazionali.
Pur tra straordinarie aperture e importanti limitazioni, l'aspetto cosmopolitico-multiculturale è stato il tratto più caratteristico della società livornese tra il Seicento e l'Ottocento. Ad esempio, la comunità ebraica non era confinata dentro un ghetto, ma abitava alle spalle del Duomo, dove si trovava una delle sinagoghe più grandi e belle d'Europa. Tra i nomi legati a questa comunità si ricordano, ad esempio, Elia Benamozegh, Moses Montefiore e Amedeo Modigliani.
Le comunità cattoliche di diversa provenienza avevano invece il loro punto di riferimento nella via della Madonna, strada che è stata definita un unicum storico-religioso europeo per la presenza ravvicinata di ben tre chiese nazionali: greca, armena e della Madonna, quest'ultima contenente gli altari di quattro nazioni cattoliche di rito latino.
Malgrado le rigide disposizioni dell'Inquisizione, la città ebbe un ruolo di primo piano anche nella storia del protestantesimo nella penisola italiana; basti pensare alla presenza del seicentesco cimitero degli inglesi, il più antico cimitero acattolico-protestante d'Italia e il più antico, ancora esistente, di tutto il bacino del Mediterraneo, oppure alle orazioni di Giovanni Paolo Schulthesius, ministro del culto della Congregazione Olandese-Alemanna, che sono ritenute i primi scritti evangelici in Italia dall'età della Controriforma. Tra i ministri protestanti che vissero e operarono a Livorno si ricordano inoltre Thomas Hall e Robert Walter Stewart. A Livorno fu costruita anche la prima chiesa acattolica di tutta la Toscana, ovvero la chiesa greco-ortodossa della Santissima Trinità.
Nel 1587 Ferdinando I, fratello di Francesco, divenne granduca di Toscana.
A Ferdinando si devono gli impulsi decisivi per la costruzione della nuova città e la promulgazione di alcuni provvedimenti tesi a favorire l'incremento della popolazione e delle attività commerciali di Livorno, che nel 1591 contava appena 530 abitanti.
Egli, tra il 1591 ed il 1593 emanò infatti le "Livornine". Si trattava di una serie di privilegi con cui si invitavano nella nuova città mercanti di qualsivoglia Nazione, Levantini, Ponentini, Spagnuoli, Portughesi, Greci, Todeschi et Italiani, Hebrei, Turchi, Mori, Armeni, Persiani et altri, con le garanzie di libertà religiosa (ad eccezione dei cristiani acattolici, in quanto l'unica fede cristiana riconosciuta lecita era quella cattolica), amnistia (con alcune eccezioni, tra le quali l'assassinio e la "falsa moneta") e protezione dall'Inquisizione.
Il documento, pur essendo rivolto a tutti i mercanti stranieri, era diretto soprattutto agli ebrei sefarditi, espulsi dalla penisola iberica alla fine del secolo precedente. Grazie alle concessioni granducali la comunità ebraica aumentò in maniera esponenziale: nel 1601 era formata da poco più di venti persone, ma nel 1645 gli ebri erano già 1.250, quasi tutti di provenienza iberica.
Nel complesso la popolazione di Livorno passò dai 900 abitanti del 1592 ai circa 5.000 circa del 1609.
Il forte aumento della popolazione e l'incremento dei traffici marittimi, portarono ad affrontare con attenzione il problema delle strutture sanitarie: dopo il primo lazzaretto costruito alla base del Fanale intorno al 1582-83, Ferdinando I fondò il Lazzaretto di San Rocco (al quale si aggiunse, cinquant'anni dopo, quello di San Jacopo), aggiornò i regolamenti sanitari e nel 1606 istituì il magistrato di sanità.
Inoltre si rese necessario intraprendere la costruzione del Bagno dei forzati, in cui furono concentrati gli schiavi condotti a Livorno dall'Ordine di Santo Stefano papa e martire.
Livorno fu elevata al rango di città il 19 marzo 1606 e fu dotata del "Capitanato Nuovo", ovvero di un territorio più vasto su cui esercitare giurisdizione amministrativa; il Capitanato, che rimase in vigore per circa due secoli, si estendeva da Stagno al fiume Fine, da Gorgona a Lorenzana.
In breve, i provvedimenti di Ferdinando fecero della città il principale sbocco a mare del Granducato di Toscana. Nel Seicento fu l'unico porto italiano a non conoscere crisi e ad accrescere il volume dei propri traffici grazie a un'efficace rete commerciale con diversi paesi stranieri.
A testimonianza dell'importanza di Livorno, giova ricordare che proprio dal porto labronico, nel 1608, partì una spedizione per il Brasile settentrionale e le Guiane, che costituì l'unico tentativo italiano di creare una colonia nelle Americhe. La spedizione, che era pronta nel 1609 ad imbarcare coloni originari di Livorno e Lucca per portarli in Sudamerica nell'area dove oggi esiste la Guyana francese, fu successivamente annullata da Cosimo II de' Medici.

##### L'ampliamento del porto e della città

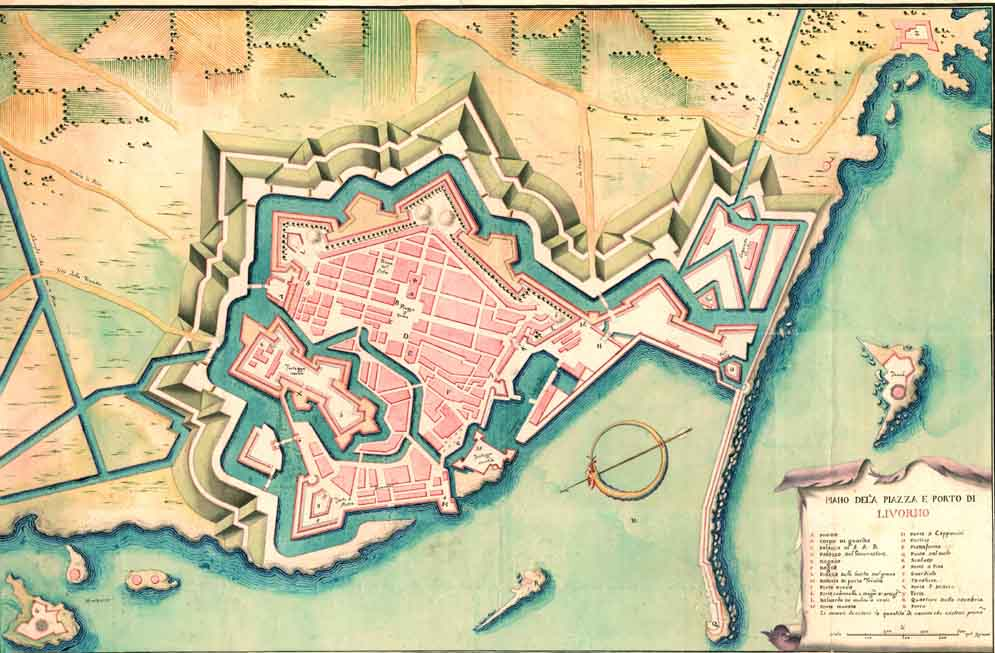
Mappa di Livorno all'inizio del Settecento: la carta, pur con diverse imprecisioni, mostra il molo di Cosimo e, nella parte inferiore, l'accrescimento della Venezia Nuova

Nel 1611, durante il granducato di Cosimo II de' Medici, fu deciso l'ampliamento delle strutture portuali, che erano state già sensibilmente potenziate sotto Ferdinando I de' Medici. I lavori portarono alla costruzione di un nuovo molo parallelo alla costa, che andò a chiudere un grande specchio d'acqua aperto verso nord. Il cantiere vide l'intervento dei maggiori tecnici del Granducato, mentre a Robert Dudley furono richiesti pareri sul moto delle correnti e sulle maree.
Pochi anni dopo maturò l'esigenza di dotare la città di un quartiere mercantile posto in diretta comunicazione con il porto. La zona prescelta, situata a nord dell'insediamento preesistente, fu oggetto di un piano redatto dall'architetto senese Giovanni Battista Santi, il quale ideò un nucleo a forte valenza commerciale, con una serie di magazzini e abitazioni comunicanti direttamente con il canale dei Navicelli. La natura acquitrinosa del terreno e la conseguente necessità di realizzare fondazioni sull'acqua, applicando tecniche importate direttamente dalla laguna veneta, portarono a identificare il quartiere col nome di Venezia Nuova. A protezione del nuovo insediamento furono gettate le fondamenta di una cortina muraria rivolta verso il mare aperto, mentre nel 1682, all'estremità nord-orientale della nuova cinta, iniziarono i lavori del Forte San Pietro.
Anche il lato meridionale delle mura subì alcune sostanziali modifiche; si procedette alla fortificazione del Molo di Cosimo, alla costruzione dell'attiguo Forte di Porta Murata e, intorno alla metà del secolo, a sud del Lazzaretto di San Rocco fu predisposta una complessa opera avanzata a tenaglia.

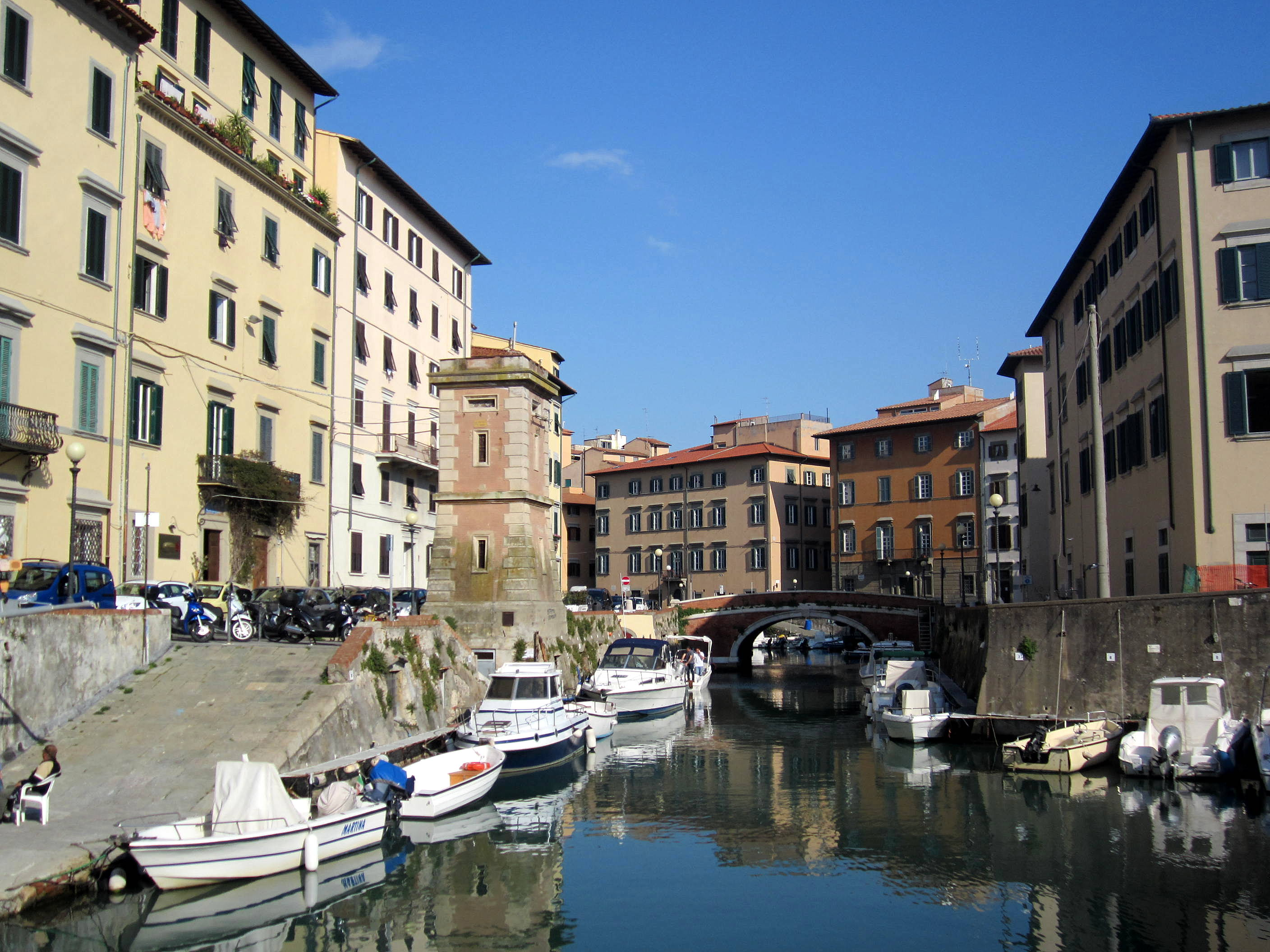
La Venezia Nuova

Un'ulteriore espansione dell'abitato si ebbe tra la fine del Seicento e l'inizio del Settecento, quando il governatore Marco Alessandro del Borro decretò la dismissione di una parte della Fortezza Nuova al fine di ottenere nuove aree edificabili limitrofe al nucleo originale della Venezia Nuova. Proprio nella Venezia Nuova si concentrarono le principali attività edilizie dell'epoca: si ricordano, ad esempio, la costruzione dei Bottini dell'olio, dei palazzi mercantili sulla via Borra, delle chiese barocche di San Ferdinando e Santa Caterina con l'annesso convento domenicano, delle Case Pie, della Pescheria Nuova e del convento gesuita.
Nel 1676 la città fu ufficialmente dichiarata porto franco, condizione che di fatto esisteva da quasi un secolo in virtù del benefizio libero, con il quale era possibile commerciare senza pagare dazi in entrata o in uscita.
Lo scalo marittimo, invece, fu dichiarato più volte porto neutrale; per questo motivo, quando nel 1653 gli olandesi e gli inglesi minacciarono di farsi guerra nelle acque del porto, furono costretti a regolare la questione nelle acque al largo della città, in quella che passerà alla storia come Battaglia di Livorno. Malgrado la recessione che investì la Toscana nel tardo Seicento, questi provvedimenti, uniti ai privilegi sanciti da Ferdinando I alla fine del Cinquecento, permisero alla città di prosperare; Livorno divenne il più grande mercato del grano del Mediterraneo e costituiva il quartier generale del commercio inglese, deposito franco per i traffici da Oriente a Occidente. Notevole e particolarmente redditizio era anche il commercio di corallo, che veniva esportato anche in Portogallo, Inghilterra, Paesi Bassi e persino in India e in Persia.
Frattanto, gli abitanti passarono dai circa 9.100 del 1622 ai 18.000 del 1699, giungendo a circa 26.000 unità nel 1723.

#### La città lorenese

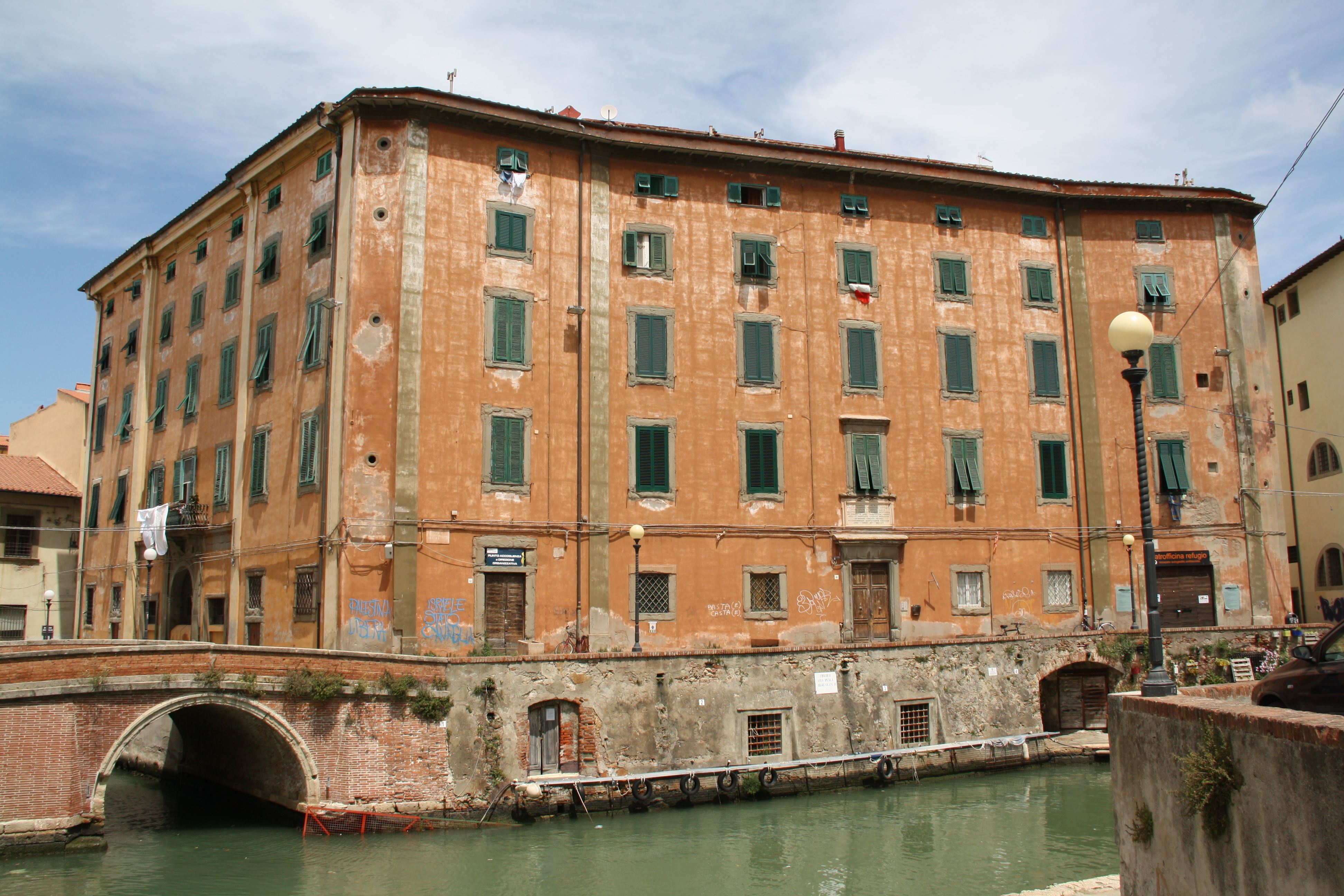
Palazzo del Refugio

Gian Gastone fu l'ultimo rappresentante della dinastia dei Medici, dopo Cosimo II, Ferdinando II e Cosimo III. Alla sua morte, avvenuta nell'anno 1737, Livorno si attestava intorno ai 30.000 abitanti. Gli inglesi tentarono di farne la loro base nel Mediterraneo, proponendo alle potenze europee lo status di città libera, con sovranità propria, ma di fatto controllata dall'Inghilterra; del resto, nel 1725 il 77% delle esportazioni inglesi nel Mediterraneo passava per Livorno. Di fronte all'opposizione degli altri stati, Livorno seguì la sorte del Granducato di Toscana, passando sotto il dominio della dinastia lorenese.
Il primo rappresentante dei Lorena ad assumere il titolo di granduca fu Francesco II, marito di Maria Teresa, figlia di Carlo VI, che nel 1745 divenne però imperatore del Sacro Romano Impero, delegando un Consiglio di Reggenza in sua vece.
Tra le varie iniziative del periodo merita di essere ricordata l'istituzione del "Refugio", una casa di accoglienza voluta dal governatore Carlo Ginori, dove i ragazzi ricevevano istruzione principalmente sull'arte della navigazione. Il Ginori si fece anche promotore di un progetto di espansione per l'area di San Jacopo, a sud della città, ma l'operazione non riuscì a decollare.
I successori di Francesco II, a partire da Pietro Leopoldo, attuarono importanti riforme che portarono a un'ulteriore espansione della città e a una notevole ripresa delle arti, in particolare dell'editoria: a Livorno, presso la tipografia Coltellini, vennero infatti pubblicati Dei delitti e delle pene di Cesare Beccaria (nel 1764, in forma anonima) e, nel 1770, la terza edizione dell'Encyclopédie ou Dictionnaire raisonnè des Sciences, des Arts et des Métiers di Diderot e D'Alembert, in una stamperia ricavata nel vecchio Bagno dei forzati.

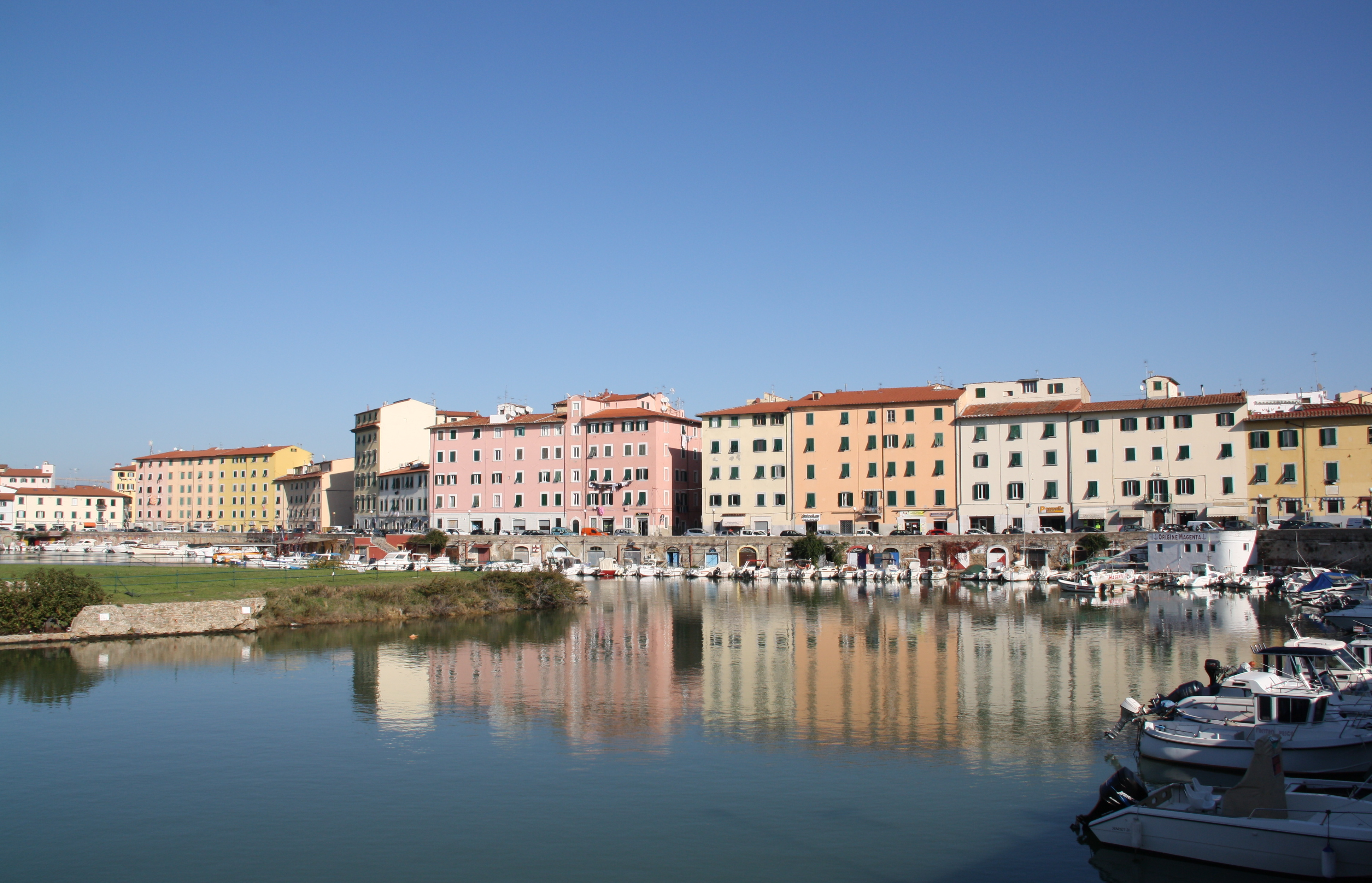
I sobborghi sorti oltre il Fosso Reale

Un punto di svolta per lo sviluppo della città si ebbe nel 1776, quando un motuproprio granducale decretò la fine delle servitù militari che ancora gravavano attorno alle vecchie mura medicee; mura che ormai avevano la sola funzione di delimitare l'area del porto franco. Il provvedimento era finalizzato a favorire l'espansione dell'abitato oltre il fosso circondario, così da porre un freno alle sopraelevazioni all'interno del pentagono buontalentiano e di calmierare il gravoso mercato degli affitti, ma, in assenza di una pianificazione urbanistica, le nuove case si addensarono in modo caotico attorno alle porte d'accesso del centro cittadino. All'esterno dei sobborghi furono costruiti il cimitero cattolico e, lungo la costa meridionale, il grande Lazzaretto di San Leopoldo, che andò ad affiancarsi a quelli di San Rocco e di San Jacopo.
Nello stesso anno il granduca cercò di limitare la grande autonomia amministrativa di cui godeva il Capitanato della città; decretò pertanto che gli altri territori che dipendevano da Livorno fossero aggregati alla Cancelleria di Lari e ripartiti tra le comunità di Rosignano Marittimo e Fauglia (che comprendeva Crespina, Castell'Anselmo, Nugola, Gabbro, Parrana e Luciana).
All'epoca il porto franco era uno dei più importanti empori dell'intero bacino del Mediterraneo, sede di consolati e compagnie di navigazione. Caso insolito per una città non capitale di stato, Livorno era nota come Leghorn nel Regno Unito e negli Stati Uniti, Livourne in Francia, Liorna in Spagna ecc. Inoltre, nel 1794 si registra l'apertura della prima sede consolare degli Stati Uniti d'America nella penisola italiana.
Tuttavia, durante il granducato di Ferdinando III, l'economia livornese fu notevolmente danneggiata dalle occupazioni francesi (con Napoleone Bonaparte, nel 1796), spagnole e inglesi. Dal punto di vista amministrativo, nel 1808 Livourne divenne capoluogo del "Dipartimento del Mediterraneo", da cui, fino al 1814, dipesero Pisa e la Maremma settentrionale.
Peraltro, durante l'occupazione francese diverse alcune opere d'arte presero la via della Francia a causa delle spoliazioni napoleoniche. Secondo il catalogo pubblicato nel Bulletin de la Société de l'art français del 1936, da Livorno i francesi prelevarono una sola opera d'arte per inviarla in Francia nel luglio 1796, ma questa non fece mai ritorno in Italia dopo il Congresso di Vienna.

##### La Restaurazione e l'ampliamento del porto franco

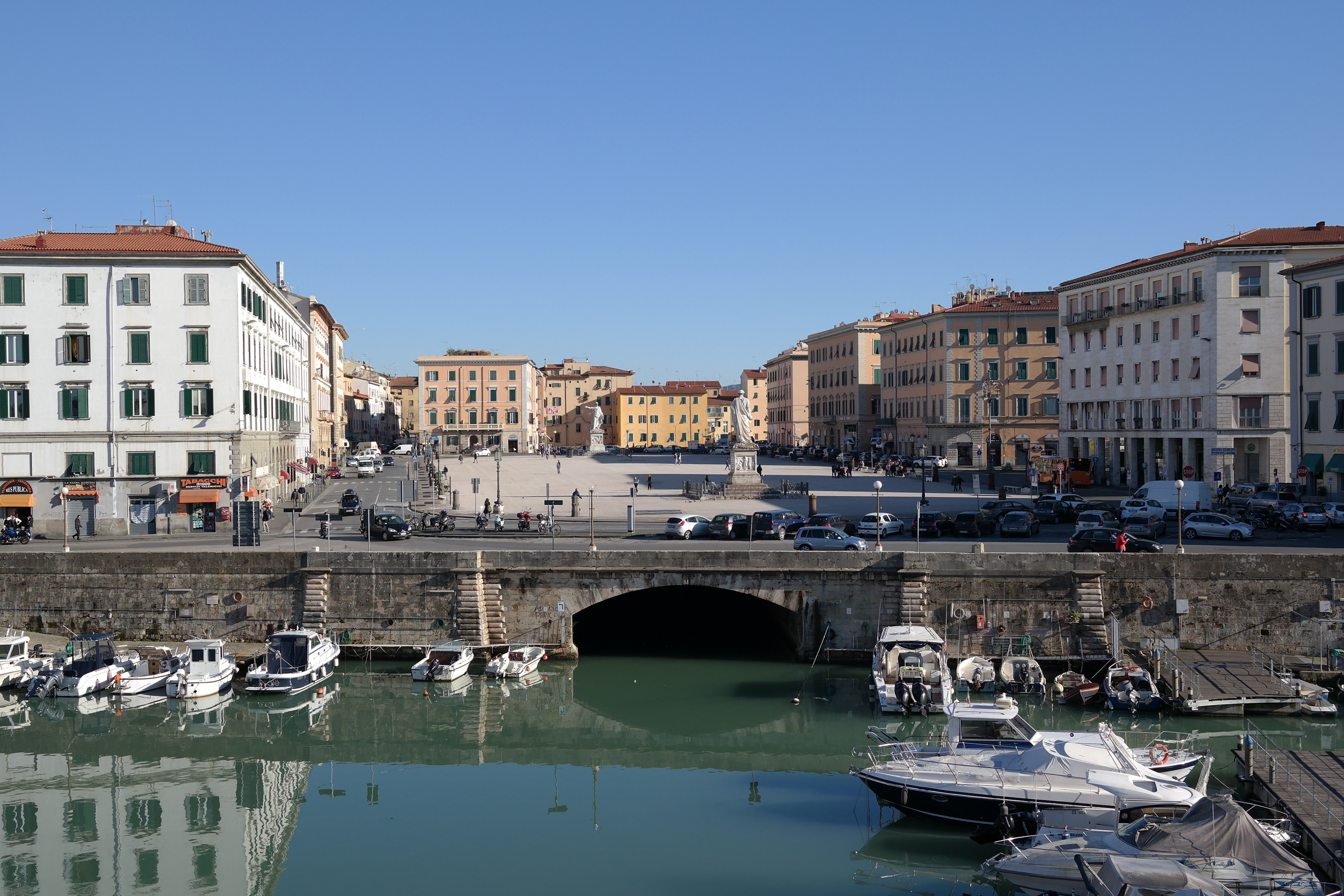
Piazza dei Granduchi, oggi della Repubblica

Nel 1815 Livorno, compresi i sobborghi, contava 50.000 abitanti.
Durante il periodo napoleonico si era registrata la lottizzazione degli spalti adiacenti al Forte San Pietro, ma al momento della Restaurazione la città necessitava ancora di un piano urbanistico per regolare la crescita dei sobborghi.
Per questo motivo, nel 1828 le autorità decisero di mettere a punto un programma di interventi per le zone esterne al bastione del Casone, lungo il versante meridionale delle mura medicee. L'incarico fu affidato all'architetto Luigi De Cambray Digny, il quale individuò una direttrice principale di sviluppo nel cardo che, dall'abside del Duomo, proseguiva verso sud, fino ad incontrare la via delle Spianate.
Nel 1834 il granduca Leopoldo II ordinò l'ampliamento dell'area del porto franco. Malgrado la fase di declino del commercio di deposito, la decisione veniva incontro alle richieste della vecchia classe dirigente della città, che vedeva nell'ampliamento delle franchigie doganali un rilancio per le attività portuali. I limiti della nuova area soggetta a benefizio libero furono definiti mediante una cinta muraria progettata da Alessandro Manetti, con la collaborazione di Carlo Reishammer per quanto concerne la definizione dei dispositivi di controllo. Le mura, iniziate nel 1835 e terminate nel giro di pochi anni, seguivano un andamento grossomodo semicircolare: partivano dal Forte San Pietro e terminavano all'altezza del Lazzaretto di San Rocco, inglobando i sobborghi e diversi terreni ancora liberi.

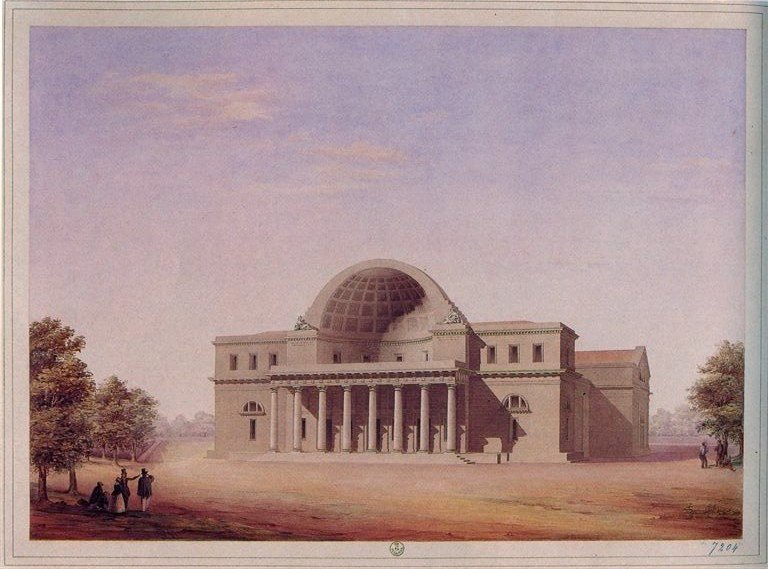
Il Cisternone

Gran parte delle antiche mura cinquecentesche, ritenute ormai d'ostacolo ai collegamenti tra la città vecchia e i sobborghi, furono demolite dopo il 1838, secondo il progetto redatto da Luigi Bettarini; alle fortificazioni lungo il tratto meridionale del Fosso Reale si sostituirono imponenti palazzi di gusto neoclassico o neorinascimentale, mentre il raccordo tra il decumano del nucleo buontalentiano (la via Ferdinanda) e i nuovi quartieri orientali fu risolto con una grande piazza, dove furono innalzate le statue di Ferdinando III e Leopoldo II.
Nel contempo furono potenziate le attrezzature urbane.
Accanto al progetto non realizzato per il nuovo ospedale di Luigi De Cambray Digny, sono da segnalare la Pia Casa di Lavoro di Alessandro Gherardesca, il completamento dell'acquedotto di Colognole, con la Gran Conserva e il Cisternino di Pasquale Poccianti, o, ancora, il Teatro Goldoni, di Giuseppe Cappellini, e le grandi chiese di San Benedetto, dei Santi Pietro e Paolo, di Santa Maria del Soccorso, di San Giuseppe e di Sant'Andrea; tutte opere che contribuirono ad affermare un ruolo non affatto marginale della città nella storia del neoclassicismo toscano e italiano. Di indubbia rilevanza fu l'inaugurazione, nel 1844, del primo tratto della Ferrovia Leopolda tra Livorno, Pisa e successivamente Firenze, nella cui realizzazione ebbero un ruolo di primo piano i livornesi Pietro Senn e Agostino Kotzian.
Notevole fu pure il successo del turismo balneare, con l'apertura di diversi stabilimenti e strutture ricettive che portarono allo sviluppo della passeggiata a mare e dei borghi di Ardenza e Antignano.
Ma Livorno era stata meta di villeggiatura sin dal Settecento essenzialmente per la salubrità dell'aria che si respirava nei dintorni della città: non è un caso che Carlo Goldoni vi avesse ambientato la sua Trilogia della villeggiatura o che Tobias Smollett avesse trascorso a Villa Gamba l'ultimo periodo della sua vita. Nell'Ottocento, poi, vi avevano soggiornato Mary e Percy Bysshe Shelley, Ludwig Tieck, Bertel Thorvaldsen, George Gordon Byron e molti altri.

### Età contemporanea

#### Il Risorgimento

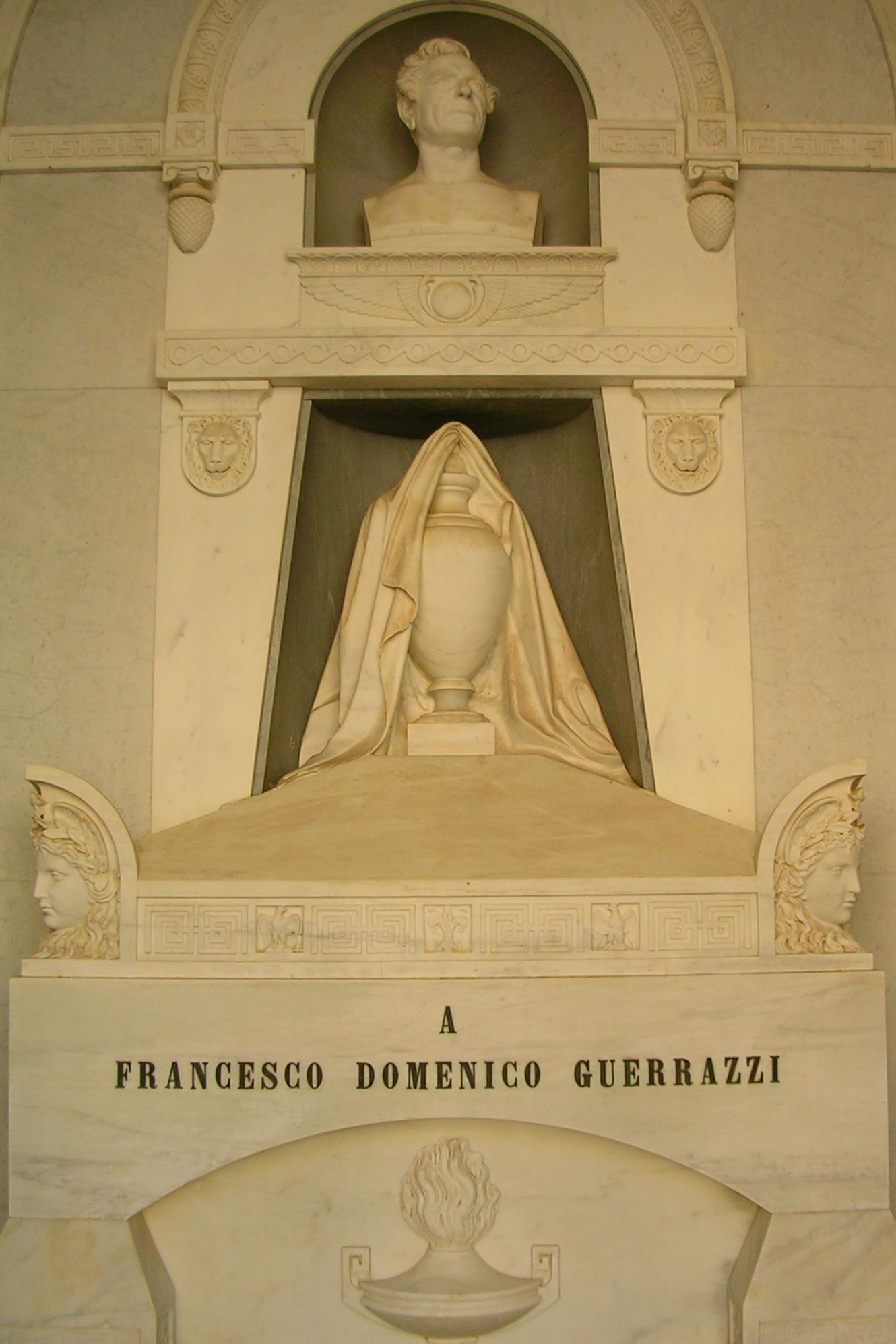
F.D. Guerrazzi, una delle figure chiave del Risorgimento in Toscana

Nel gennaio 1848, mentre la Sicilia e Napoli insorgevano contro i Borbone, a Livorno iniziarono i volantinaggi liberali, che si conclusero con il momentaneo arresto di Francesco Domenico Guerrazzi per attività sovversiva e la concessione della costituzione da parte del sovrano Leopoldo II.
Nel medesimo anno, allo scoppio della prima guerra di indipendenza italiana, a Livorno si formò un battaglione di volontari per andare a combattere con i piemontesi.
Il 25 agosto scoppiò una rivolta a Livorno; il granduca fu costretto a nominare un governo democratico, a cui presero parte il Guerrazzi e Giuseppe Montanelli. Tuttavia, le riforme programmate dal nuovo governo indussero Leopoldo II a fuggire a Gaeta, mentre nel febbraio 1849 il triumvirato composto da Guerrazzi, Montanelli e Mazzoni scrisse una nuova costituzione e proclamò la Repubblica.
Quando le truppe austriache invasero la Toscana per ripristinare il potere granducale, Livorno si proclamò repubblica autonoma e fu l'ultima città toscana a capitolare contro gli austriaci, che assediarono la città per due giorni, tra il 10 e l'11 maggio 1849.
Nel 1856 a Livorno si costituì una società mazziniana con lo scopo di organizzare forme di lotta; nel giugno 1857 Mazzini inviò in città alcuni rappresentati per preparare un'insurrezione, ma il tentativo di rivolta fu duramente represso dalle truppe granducali. All'inizio del 1859 l'apertura delle ostilità contro l'Austria sembrava ormai imminente: il 17 aprile circa 800 livornesi partirono per Genova come volontari per combattere la seconda guerra d'indipendenza. Frattanto, con la caduta del governo fiorentino, il livornese Vincenzo Malenchini entrò a far parte del nuovo governo provvisorio della Toscana.
Il 27 aprile Leopoldo II abidicò in favore del figlio Ferdinando e abbandonò Firenze, ma nel marzo 1860 si tenne un plebiscito che sancì l'unione del Granducato al Regno di Sardegna. A Livorno, su 23.900 votanti, solo 215 si espressero per il mantenimento di un regno separato.
Dopo l'unificazione, non venne comunque meno il contributo della città alle successive lotte risorgimentali, a cominciare dalla spedizione dei Mille. Nel maggio 1860, 35 volontari guidati da Jacopo Sgarallino lasciarono il porto labronico per raggiungere Quarto, dove si imbarcarono sul piroscafo "Lombardo".
Altri 77 volontari, comandati da Andrea Sgarallino, si recarono a Talamone per unirsi alle truppe che avevano il compito di ingannare l'esercito borbonico.
Vincenzo Malenchini organizzò poi un gruppo di 1.200 volontari toscani, di cui ben 800 livornesi, che partì da Livorno (non lontano dall'odierna località di Calambrone) per raggiungere Giuseppe Garibaldi in Sicilia.
Pochi anni dopo, nel 1867, numerosi livornesi aderirono ai reparti di volontari nella terza guerra d'indipendenza; livornese era anche il capitano di fregata Alfredo Cappellini, che perì tragicamente durante la battaglia di Lissa.
Occorre poi ricordare il reparto dei Carabinieri livornesi, che combatté nelle formazioni garibaldine durante la battaglia di Mentana.

#### Livorno nel Regno d'Italia

##### L'industrializzazione

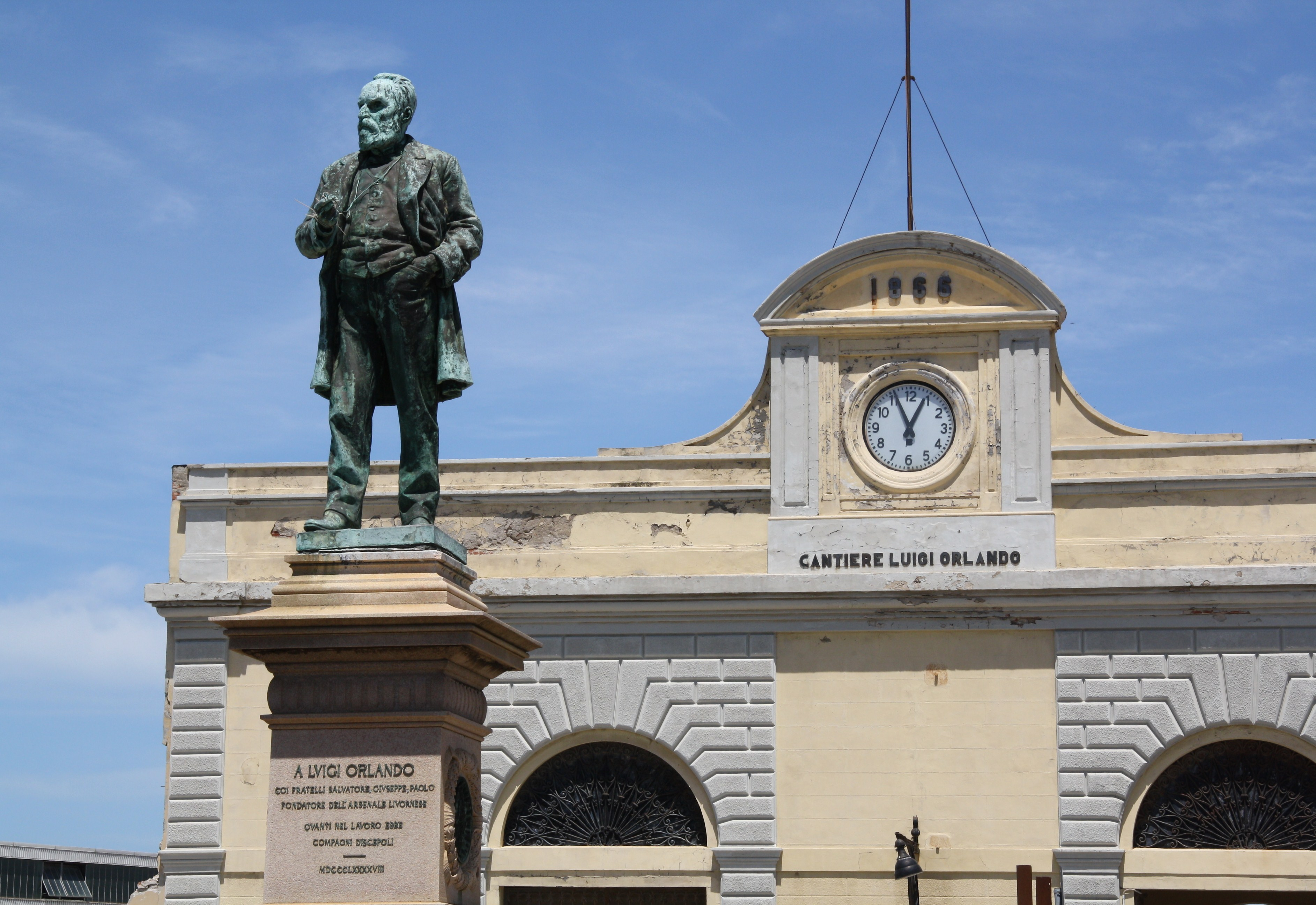
Il cantiere Orlando

Nel 1861 Livorno contava circa 95.000 abitanti, ma negli anni successivi la città vide arrestare l'incremento demografico che aveva caratterizzato il periodo precedente.
La causa è da ricercare nel disastroso stato sociale in cui era precipita al momento dell'unificazione; il commercio di deposito, che aveva fatto la fortuna di Livorno durante il Granducato, era in declino, mentre le industrie erano poche e a gestione familiare.
Inoltre, nel 1865 venne approvato il provvedimento del ministro Quintino Sella (reso operante dal 1868), che aboliva i privilegi e le franchigie che ancora vigevano a Livorno, Ancona e Messina. L'approvazione della legge suscitò diverse reazioni. Da un lato, si riteneva che l'abolizione del porto franco avrebbe causato la chiusura delle piccole industrie manifatturiere, che fino ad allora avevano ottenuto vantaggi dal regime doganale per l'acquisto delle materie prime e per l'esportazione delle merci finite; si lamentava inoltre la perdita di valore dei magazzini ubicati all'interno della città. C'era però chi intravedeva nel provvedimento nuove potenzialità di sviluppo.
Per Livorno ebbe così inizio una fase caratterizzata dalla ricerca di un ruolo all'interno dell'economia nazionale e da un profondo cambiamento della struttura commerciale e produttiva della città.
I pilastri su cui doveva fondarsi il rilancio dell'economia, minata anche da una crisi bancaria nell'ultimo scorcio dell'Ottocento, erano essenzialmente tre: la creazione di nuove industrie, l'ampliamento del porto e il miglioramento dei collegamenti ferroviari, con l'inserimento di Livorno nella direttrice tirrenica.
Il potenziamento delle infrastrutture portuali e ferroviarie si concretizzerà solo all'inizio del Novecento, ma nel 1866 si diede in concessione trentennale il cantiere navale di San Rocco all'imprenditore Luigi Orlando. Sotto la guida della famiglia Orlando, il cantiere riuscì ad ottenere importanti commesse pubbliche dalla Marina mercantile e militare. Nel 1886 vi erano impiegati 1140 operai. Altri 600 operai lavoravano nella Società Metallurgica Italiana, mentre 270 erano gli addetti della Società Vetraria Italiana e 250 quelli della Società Ceramica Livornese. Le altre industrie raggiungevano i 2400 operai.
Questa nuova fase di sviluppo, tra la fine dell'Ottocento e i primi decenni del secolo successivo, ebbe ripercussioni anche oltre i confini cittadini. Gli Orlando ebbero un ruolo fondamentale nell'apertura delle Officine San Giorgio di Pistoia (oggi AnsaldoBreda), costruirono stabilimenti della Metallurgica in quella provincia e a Barga, e successivamente convinsero la dirigenza della Piaggio a trasferire la propria azienda a Pontedera.
Nei primi del Novecento, il livornese Guido Donegani, uomo chiave della società Montecatini, contribuì all'industrializzazione della provincia di Pisa, là dove già nella prima metà dell'Ottocento il livornese - d'origine francese - François Jacques de Larderel aveva dato avvio alla produzione di acido borico.

##### L'Accademia Navale

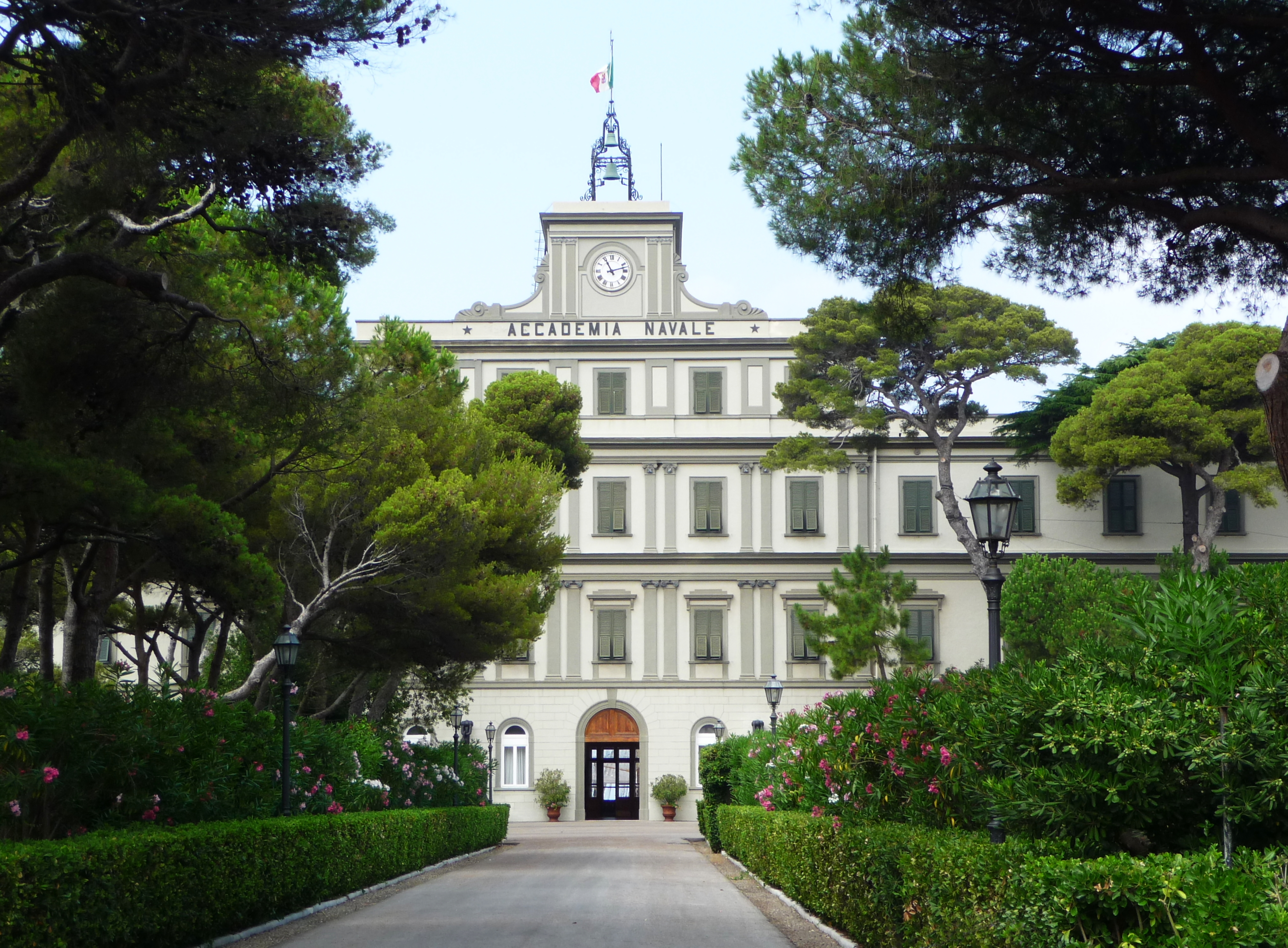
L'Accademia navale

Un evento importante per la storia della città fu l'istituzione dell'Accademia navale.
La Regia Marina nasceva dalla fusione delle marine degli stati preunitari, ma disponeva di due scuole per la formazione degli ufficiali: quella di Genova e quella di Napoli.
La prima aveva sede in un vetusto collegio, disponendo pertanto di spazi ridotti e inadeguati; l'altra si trovava sul colle di Pizzofalcone ed era una sorta di collegio aperto a giovani provenienti, come avveniva a Genova, in buona parte dall'aristocrazia. Con l'unità d'Italia si era stabilito di uniformare i due ordinamenti, ma i risultati furono al di sotto delle aspettative. Si riteneva indispensabile che le scuole fossero unificate in uno stesso luogo.
Molte città si candidarono per divenire sede della nuova accademia, ma solo la nomina di Benedetto Brin al Ministero della Marina, nel 1876, risolse l'annosa questione e il 16 marzo 1878 fu approvata la legge che istituiva l'Accademia Navale a Livorno.
Il complesso, inaugurato il 6 novembre 1881, andò ad occupare l'area del vecchio Lazzaretto di San Jacopo, estendendosi poi su quella dell'adiacente Lazzaretto di San Leopoldo.
Uno dei primi cadetti fu Manlio Garibaldi; per questo motivo, nel 1888, l'ultima moglie di Garibaldi e sua figlia Clelia Garibaldi presero casa all'Ardenza come il Generale stesso aveva raccomandato loro. Egli era molto legato a Livorno per diversi motivi, non ultimo la sua amicizia con i fratelli Orlando e la famiglia Sgarallino.

##### Il potenziamento delle infrastrutture

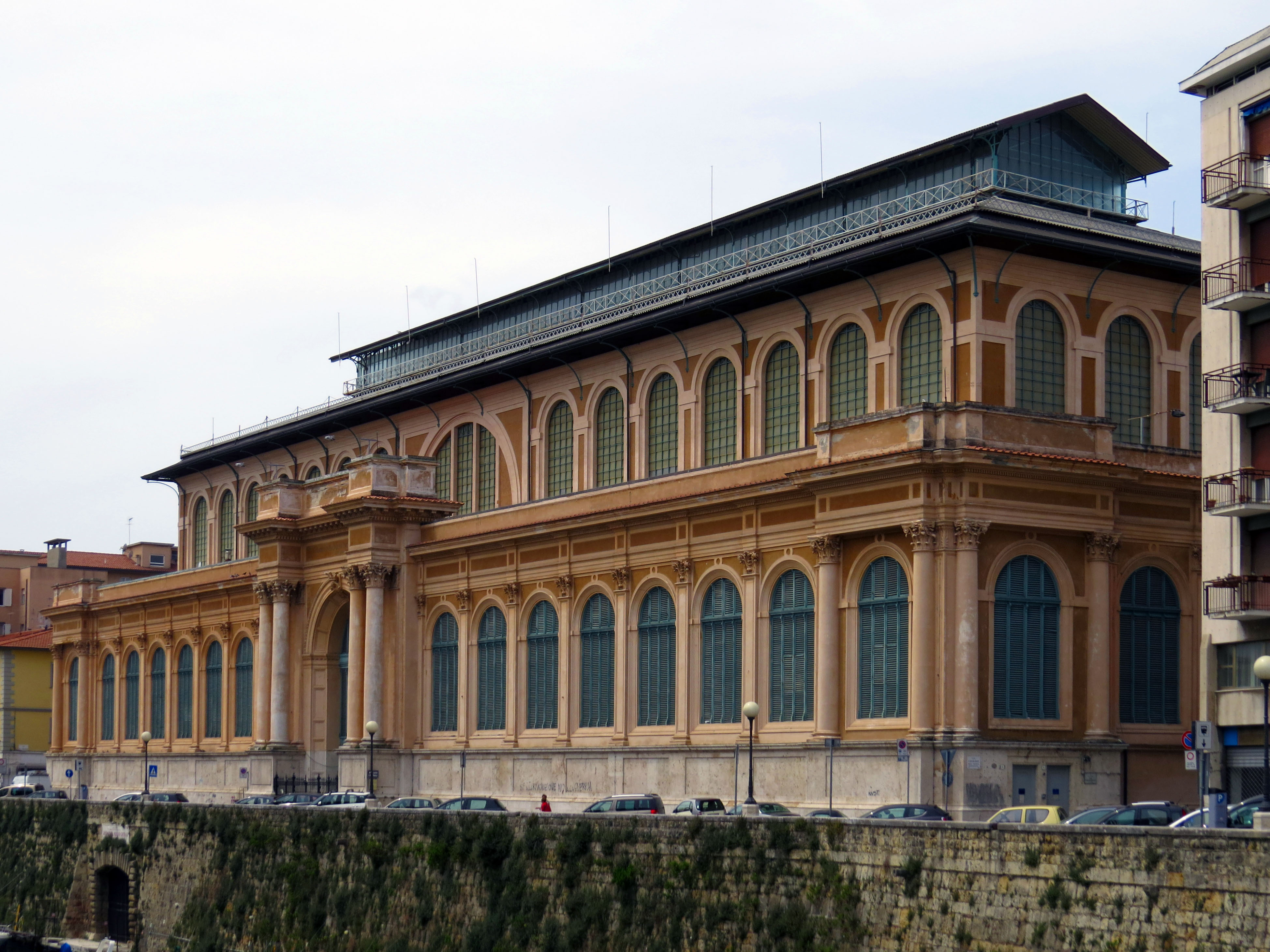
Il Mercato delle vettovaglie

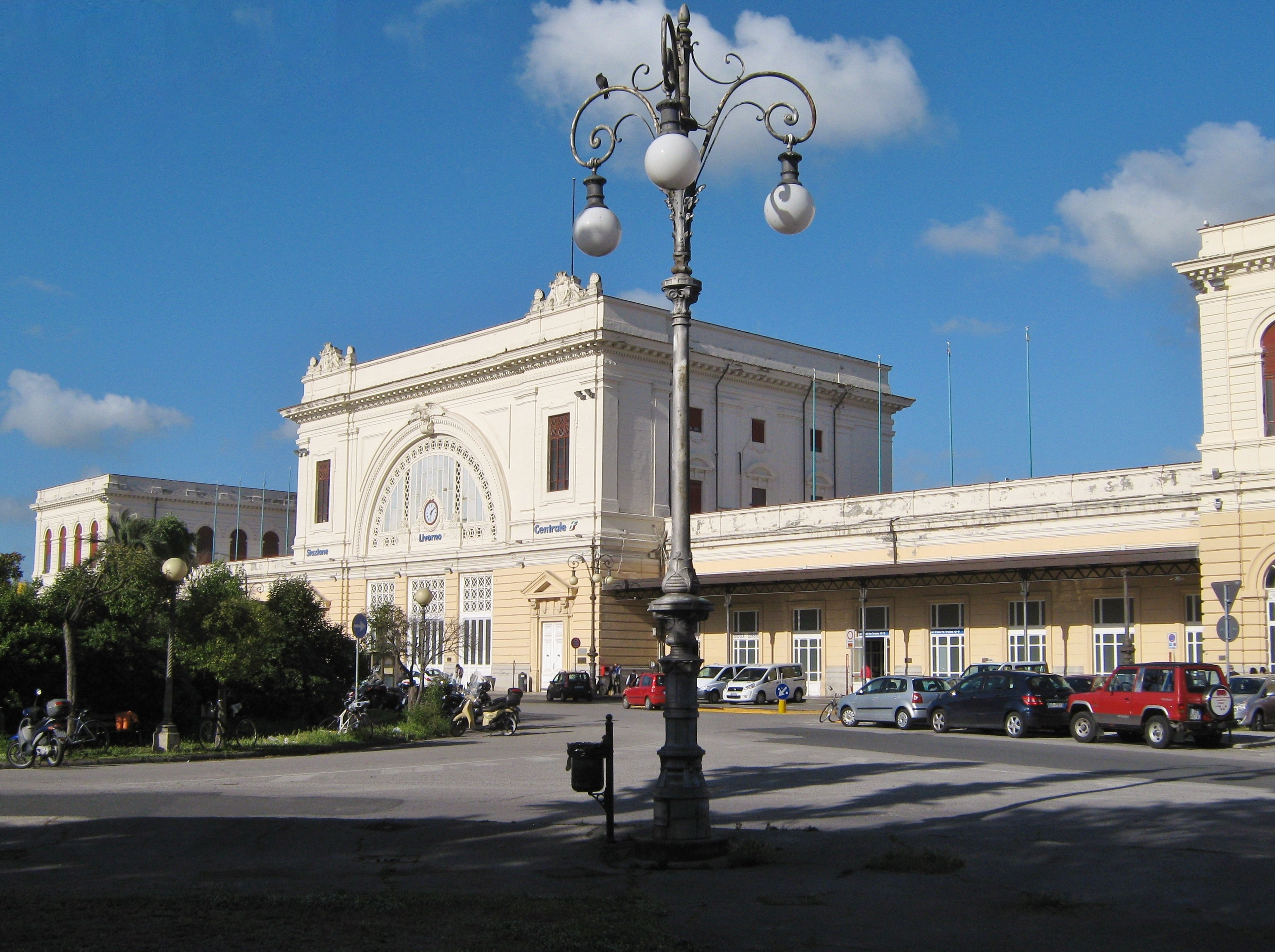
La Stazione di Livorno Centrale

Tra la fine dell'Ottocento e l'inizio del Novecento fu messa in programma la realizzazione di una serie di opere e infrastrutture di pubblica utilità.
Nel 1881 si inaugurò la linea tranviaria a cavallo, nel 1897 fu aperta al pubblico la prima tranvia elettrica e nel 1908 fu la volta della funicolare di Montenero.
Livorno, che era stata capolinea di una delle prime ferrovie d'Italia, nel 1873 era rimasta esclusa dalla direttrice nazionale, in quanto l'apertura della tratta Pisa-Collesalvetti-Cecina, nell'entroterra, aveva tagliato fuori il percorso costiero. In questo, avevano giocato un ruolo importante le pressioni politiche esercitate da Pisa, i cui interessi erano in contrasto con l'uscita di Livorno dall'isolamento dell'ex porto franco. All'inizio del Novecento, quando la città contava oltre 100.000 abitanti (quasi il doppio rispetto a Pisa) ed era ormai un centro industriale di rilevanza nazionale, la questione dei collegamenti ferroviari tornò alla ribalta e non parve più rinviabile. Dopo accese discussioni e dibattiti, nel 1905 fu stabilita l'ubicazione della nuova stazione ferroviaria e nel 1910 poté essere inaugurata la tratta tirrenica Livorno-Cecina.
Il tentativo di rilanciare il ruolo della città all'interno di un contesto internazionale, che l'unificazione e le ripercussioni della grave crisi bancaria degli anni novanta dell'Ottocento avevano compromesso, passò anche attraverso la costruzione di scuole (come la scuola Antonio Benci), alloggi economici per operai e strutture di indubbia monumentalità, come il grande Mercato delle vettovaglie, progettato da Angiolo Badaloni e inaugurato nel 1894.
Nel 1904, mentre il turismo balneare subiva sempre più la concorrenza di Viareggio, la città assunse persino l'appellativo di "Montecatini al mare" in concomitanza con l'inaugurazione del sontuoso stabilimento termale Acque della Salute.
Livorno si dimostrò all'avanguardia anche nell'applicazione di nuove tecnologie: nel 1888 fu aperta la quarta centrale elettrica d'Italia, nel 1889 entrarono in funzione i primi lampioni pubblici elettrici, nell'estate del 1896 si proiettò uno dei primi spettacoli cinematografici italiani all'"Eden" (attuale Terrazza Mascagni), nel 1899 entrò in funzione presso l'Ospedale di Sant'Antonio il primo apparecchio a raggi X, nel 1903 l'illuminazione pubblica ad incandescenza elettrica, dal 1906 la pavimentazione bituminosa per le strade, e nel 1907 fu inaugurata una centrale elettrica (a cui poi, nel dopoguerra, è subentrata la Centrale termoelettrica Marzocco).

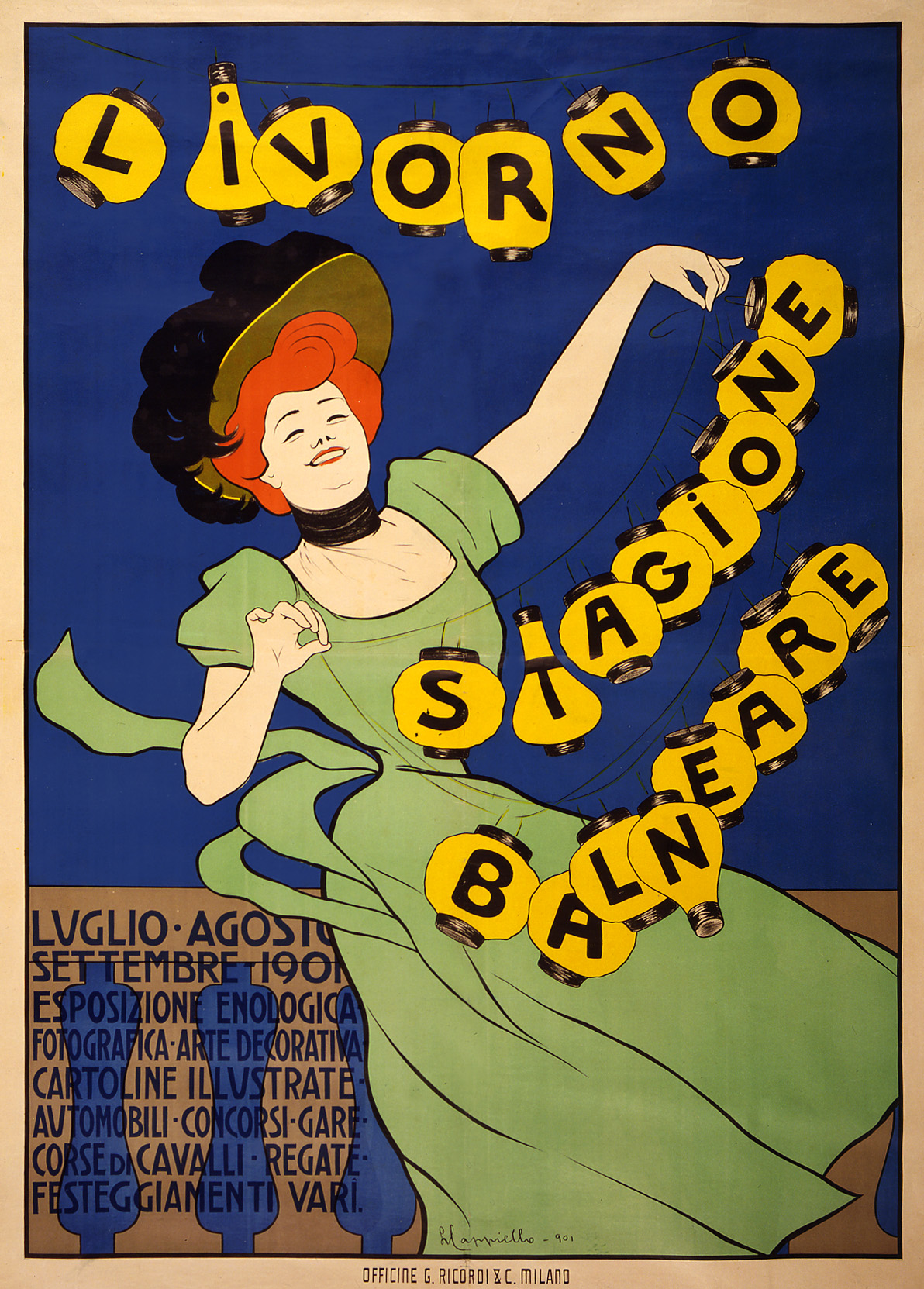
Poster disegnato da Leonetto Cappiello per la stagione balneare livornese 1901

A questi interventi seguirono una serie di provvedimenti finalizzati a migliorare le condizioni igieniche e sanitarie del centro cittadino, che da tempo versava in stato di degrado. Il graduale spostamento delle classi benestanti verso la fascia collinare e sul lungomare, oltre alla colmata di numerosi fossi e canali nella zona settentrionale, determinarono una progressiva decadenza della Venezia Nuova e delle aree limitrofe. Il diffondersi di epidemie di colera, convinse le autorità della necessità di sventrare i vicoli più fatiscenti: pertanto, nel 1905 si demolirono le case intorno alla chiesa di San Ferdinando, compresa chiesetta di Sant'Anna, per poi passare, poco tempo dopo, al tessuto urbano adiacente al vecchio Ospedale di Sant'Antonio.
Ma furono soprattutto le infrastrutture legate all'ampliamento del porto quelle da cui doveva passare il definitivo rilancio della città.
Dopo gli ampliamenti registrati nell'ultima fase del granducato lorenese e dei primi anni postunitari, nel 1907 fu presentato un progetto che prevedeva lo scavo di una nuova darsena, corrispondente all'attuale bacino Firenze, e lasciava aperta la bocca nord.
Nonostante i consensi non fossero unanimi, il piano fu approvato nel 1908; tuttavia, a causa della crisi finanziaria causata dallo scoppio della prima guerra mondiale, i lavori subirono forti rallentamenti e nel 1923 si arriverà alla stesura di un nuovo progetto di intervento, che, sfruttando quanto precedentemente eseguito, porterà allo sviluppo di un grande bacino interno verso la Torre del Marzocco.
Merita infine di essere delineato sommariamente il quadro culturale di Livorno negli anni compresi tra la seconda metà dell'Ottocento e i primi due decenni del Novecento. Questo periodo vide attive numerose personalità, che portarono fama alla propria città natale: artisti come Giovanni Fattori, Serafino De Tivoli, Vittorio Matteo Corcos, Guglielmo Micheli, Leonetto Cappiello e Amedeo Modigliani, il compositore Pietro Mascagni, lo scrittore Giosuè Borsi, il poeta Giovanni Marradi, il drammaturgo Sabatino Lopez, ecc.
Anche le discipline sportive, all'inizio del XX secolo, produssero atleti di valore, come i fratelli Nedo e Aldo Nadi, pluripremiati schermidori.

#### Il fascismo e la seconda guerra mondiale

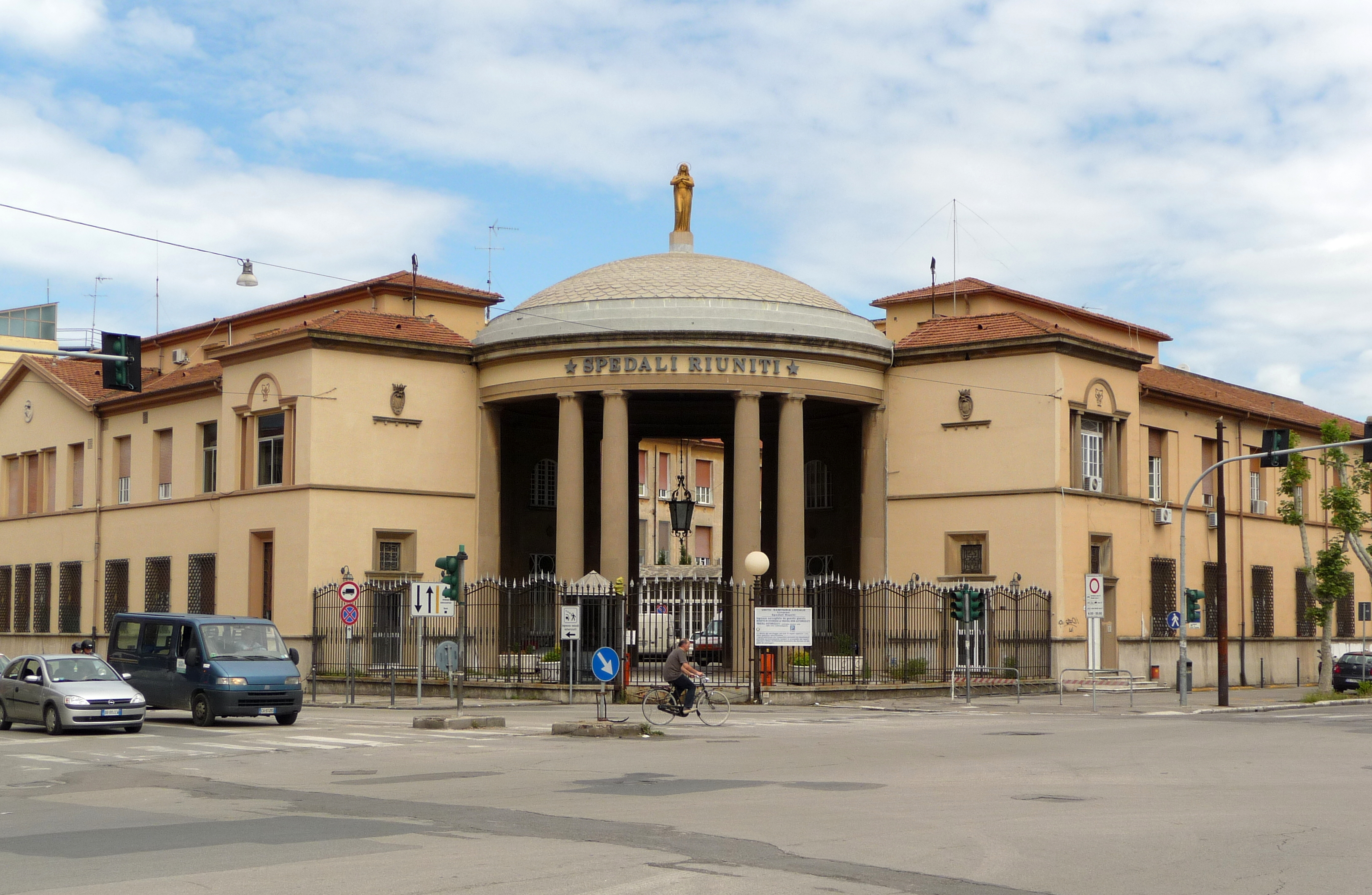
Spedali Riuniti

Il 31 luglio 1922, un manifesto affisso lungo le strade della città ordinava l'adunanza dei fascisti presso la loro sede, situata di fianco al Teatro Goldoni; la città venne occupata da squadre armate provenienti da tutta la Toscana. Solo pochi mesi prima, all'inizio del 1921, nello stesso Goldoni si era tenuto il XVII Congresso del Partito Socialista Italiano; dalla scissione della corrente di estrema sinistra del Partito Socialista Italiano, che aveva abbandonato la sala del teatro convocando un congresso costitutivo presso il Teatro San Marco, era nato il Partito Comunista Italiano.
Tra il 1º e 2 agosto 1922 una squadra di fascisti uccise il consigliere comunale Pietro Gigli e il fratello Pilade, ferendo anche la madre; pochi giorni dopo morì il consigliere Luigi Gemignani, che era stato ferito gravemente nella sua abitazione di corso Amedeo. Il negozio del consigliere Bacci venne devastato, così come la falegnameria del consigliere Garfagnoli; stesso trattamento subirono le sedi dei partiti di sinistra, i circoli dei lavoratori e la Camera del Lavoro. Il 3 agosto un nutrito squadrone di fascisti, con alla testa Costanzo Ciano e Dino Perrone Compagni, si diresse al Palazzo Comunale: l'amministrazione socialista, guidata dal sindaco Uberto Mondolfi, fu costretta a dare le dimissioni sotto la minaccia di ulteriori gravi ritorsioni.
A Livorno, città priva di una dimensione rurale, il fascismo fu un fenomeno legato essenzialmente alla borghesia, alla quale apparteneva lo stesso Ciano.
La sua ascesa politica coincise con una serie di interventi per la città e con l'ampliamento dei confini provinciali. Ma la trasformazione di Livorno voluta dal regime passò anche attraverso gli sventramenti del centro cittadino, cominciati negli anni venti, quando i vecchi fabbricati posti alle spalle del Duomo, lungo la via Cairoli, furono demoliti per far posto ad un algido quartiere bancario.
Nel 1935 fu la volta degli edifici compresi tra via Fiume e via San Giovanni, dove si intendeva costruire il Palazzo del Governo, scenografica quinta posta ai margini di una vasta piazza delle adunate: sotto i colpi del piccone demolitore, furono distrutti il vecchio complesso dell'Ospedale di Sant'Antonio (già Bagno dei forzati), la chiesa greco-ortodossa della Santissima Trinità e quella di Sant'Antonio.
Per ospitare la popolazione allontanata dal centro, alla periferia della città sorsero grandi quartieri dormitorio, tutti caratterizzati da unità abitative minime.
Tuttavia, Costanzo Ciano fu abile nel far associare il proprio nome, o quello dei famigliari, a diverse opere pubbliche, pur senza contribuire in modo fattivo alla loro realizzazione: ad esempio, il nuovo complesso ospedaliero, il suggestivo belvedere sul mare e lo stadio comunale.

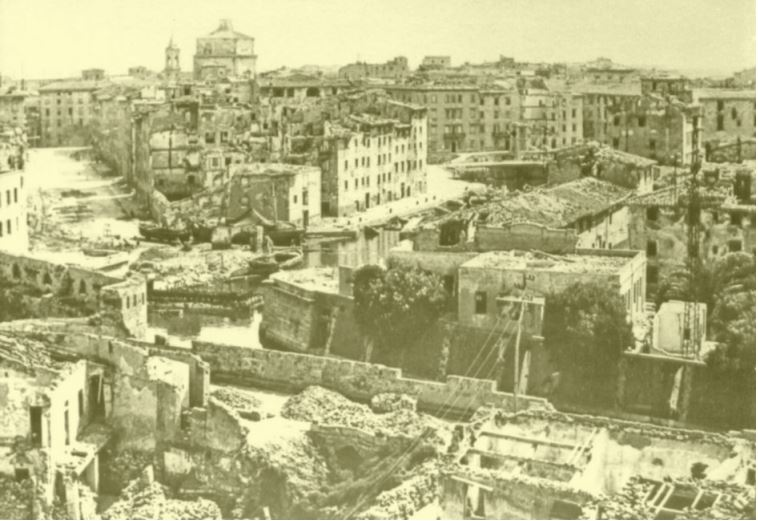
La zona delle Venezia Nuova duramente colpita dai bombardamenti

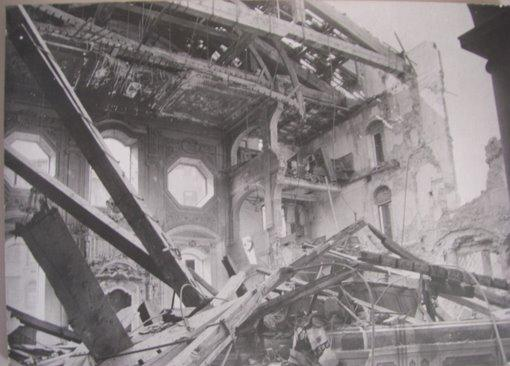
La Sinagoga distrutta dai bombardamenti

Gli anni trenta videro l'insediamento di nuove attività industriali, come la raffineria dell'Azienda Nazionale Idrogenazione Combustibili alle spalle del porto, e la SPICA (Società Pompe Iniezione Cassani & Affini), che nel 1938 impiantò il proprio stabilimento a ridosso di Ardenza; da registrare anche l'interessamento della casa automobilistica Ford per la costruzione di uno stabilimento a Livorno, il cui progetto naufragò sotto la spinta delle misure protezionistiche volute dal regime per favorire gli Agnelli.
Per incentivare lo sviluppo delle fabbriche e del porto si rese necessario ampliare sensibilmente i confini comunali a discapito del comune di Collesalvetti, che nel 1931 fu privato di una parte di terreno paludoso nell'area compresa tra il torrente Ugione e i canali del Calambrone; anche l'abitato di Stagno avrebbe dovuto essere inglobato nei nuovi confini, ma la ferma opposizione dell'amministrazione colligiana, che avrebbe perso oltre 1.000 residenti, impedì il concretizzarsi del progetto.
La connessione tra porto e industrie, rese lo scalo di Livorno uno dei tipici esempi di porto industriale, con diverse aree produttive che affacciavano direttamente sulle banchine; del resto, la legge 1012 del 1929 concedeva sgravi fiscali a tutte quelle attività che si fossero insidiate nella zona nord della città. Nel 1929 il porto non risentì della grande depressione, tanto che era il principale terminal carbonifero dell'Italia centrale.
La morte di Ciano, nel 1939, non fermò i piani di sviluppo della città; all'inizio degli anni quaranta fu predisposto un nuovo piano di risanamento del centro, a cui prese parte anche l'architetto Marcello Piacentini, ma le operazioni, che avrebbero portato alla cancellazione di gran parte dell'antico assetto urbano (invero, in gran parte fatiscente), furono interrotte dopo lo scoppio della seconda guerra mondiale.
Tuttavia, ciò non salvò Livorno dalla distruzione. Il 28 maggio 1943, a quasi tre anni di distanza dal primo leggero bombardamento subito ad opera dell'aviazione francese, ebbe inizio una serie di oltre cento catastrofici bombardamenti, che causarono morti e distruzioni.
I B-17 delle forze alleate rovesciarono tonnellate di esplosivo sull'intero territorio cittadino.
I bersagli di interesse strategico (la raffineria ANIC, le acciaierie Motofides, il porto) furono duramente colpiti, assieme a gran parte dell'abitato e ai siti di interesse artistico e storico, come il Duomo, la Sinagoga,  la chiesa greca della Santissima Annunziata, la chiesa armena di San Gregorio Illuminatore, i teatri San Marco, degli Avvalorati e Rossini, la Dogana d'acqua, il Seamen's Institute e il Fanale, quest'ultimo minato dai guastatori tedeschi in ritirata. Gravi danni riportarono anche la Fortezza Vecchia, la Fortezza Nuova, il Palazzo Maurogordato, la chiesa della Purificazione, le chiese leopoldine di Sant'Andrea e dei Santi Pietro e Paolo, diversi stabili della Venezia Nuova e quelli prospicienti la piazza e la via Grande, finanche i cimiteri, come quello dei Lupi, quello della Misericordia e l'antico cimitero degli inglesi.
In particolare, si ritiene che i bombardamenti abbiano distrutto o gravemente danneggiato il 31% degli immobili della città, percentuale, questa, che sale notevolmente all'interno del solo centro storico. Del resto, una relazione tecnica redatta al termine del conflitto attesta che nel centro erano rimasti illesi solo l'8% degli edifici, mentre ascendevano a circa un terzo del totale quelli completamente distrutti.

#### Dal dopoguerra al nuovo millennio

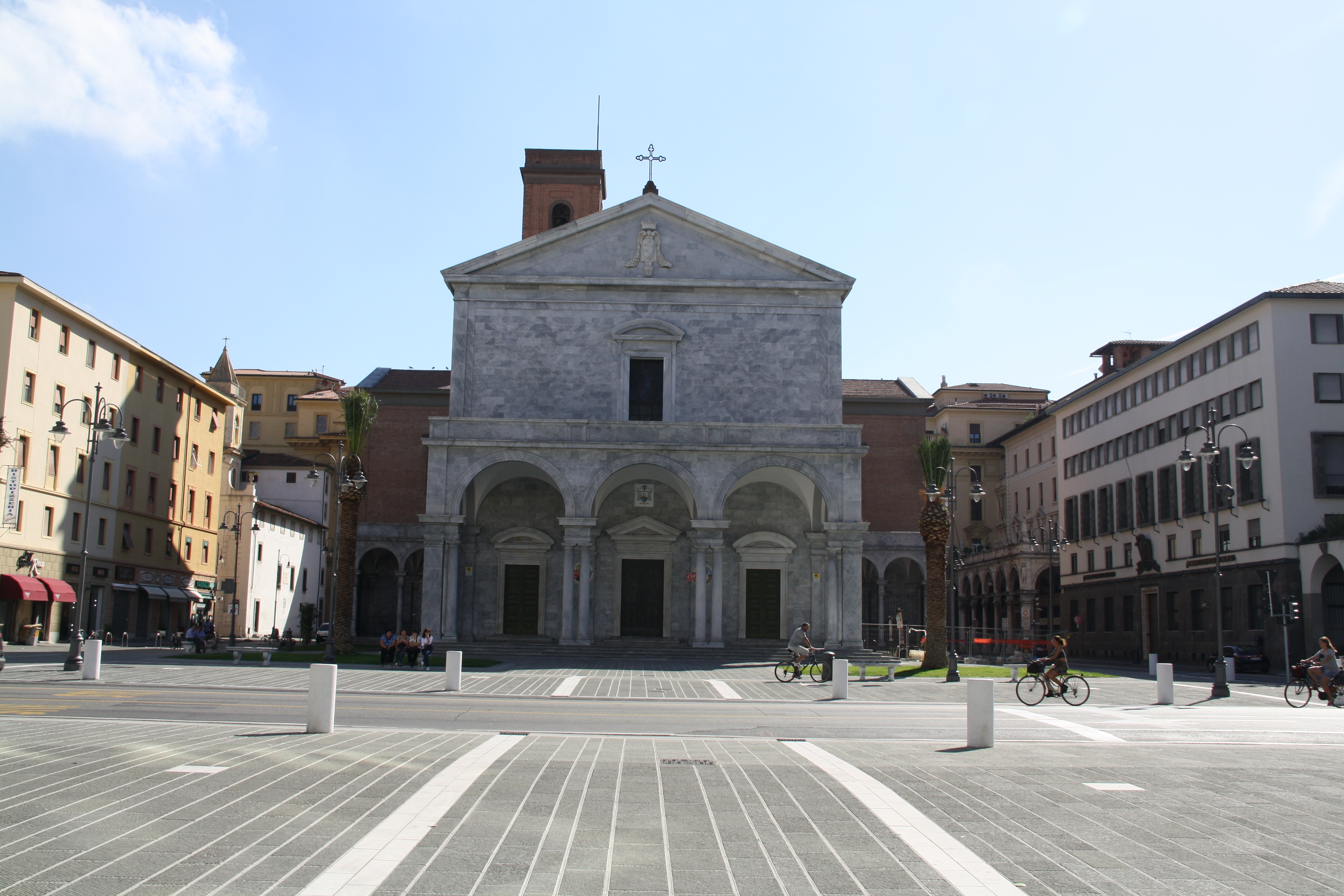
Piazza Grande come si presenta oggi

Il 19 luglio 1944 la città fu liberata dai partigiani e dall'esercito americano guidato dal generale Clark.
Nel medesimo anno fu nominato sindaco il giovane Furio Diaz, che all'epoca aveva solo 26 anni: a lui spettò il compito di guidare la giunta comunale nei difficili anni della ricostruzione.
Lo sminamento di alcune zone del centro cittadino terminò solo negli anni cinquanta, mentre la cinquecentesca Fortezza Nuova ospitò baracche per 500 sfollati fino agli anni sessanta.
Sotto la spinta dell'emergenza abitativa, i piani urbanistici attuati frettolosamente nel dopoguerra ripresero sostanzialmente le linee guida di quelli voluti dal regime prima della guerra. Il volto del centro cittadino cambiò radicalmente. Molti edifici storici furono sacrificati in nome della ricostruzione guidata dalle grandi società immobiliari: si innalzarono moderni portici in via Grande, il cosiddetto "Nobile Interrompimento" al centro della vecchia piazza d'armi, mentre le aree poste in prossimità del Mercato delle vettovaglie e della Sinagoga furono praticamente rase al suolo e riedificate secondo nuovi standard edilizi.
Anche i primi quartieri popolari guardarono alle realizzazioni dell'epoca fascista, specialmente per quanto concerne il nuovo insediamento denominato Corea.
La ricostruzione del Cantiere navale fratelli Orlando procedette tra molte difficoltà, legate soprattutto all'opposizione della direzione generale alla sua riapertura. Tuttavia, grazie alle pressioni esercitate dalla città, l'IRI stanziò un finanziamento e il cantiere venne incorporato dall'Ansaldo. In ogni caso, ben undici stabilimenti della zona industriale, che occupavano quasi 4.400 persone, e altri dieci fuori di essa, con circa 2.700 dipendenti, non ripresero l'attività. Nel 1951 furono comunque aperti cinque stabilimenti e si registra l'ampliamento di altri quattro.
All'epoca gli abitanti erano circa 142.000.
Le attività portuali ripresero gradualmente. Una parte fu requisita dalle forze militari alleate, che lo attrezzarono rapidamente per le loro esigenze; per l'uso civile occorreva partire da zero.
Nel 1952 il movimento merci si attestava intorno a 2,3 milioni di tonnellate; nel 1960 erano già 5,4 milioni, ma il punto di svolta si ebbe dopo il 1966, quando fu pronta la proposta di ampliamento del porto elaborata dalla Compagnia portuale, con l'apporto del Genio civile Opere Marittime. I lavori, tuttavia, furono avviati solo negli anni settanta, con la realizzazione della Darsena Toscana, un grande bacino interno situato tra il Marzocco e i fossati di Calambrone.
L'apertura della darsena coincise con l'affermazione del trasporto delle merci su container: nel 1976 i contenitori movimentati nel porto erano poco più di 100.000, nel 1978 erano passati a quasi 250.000.

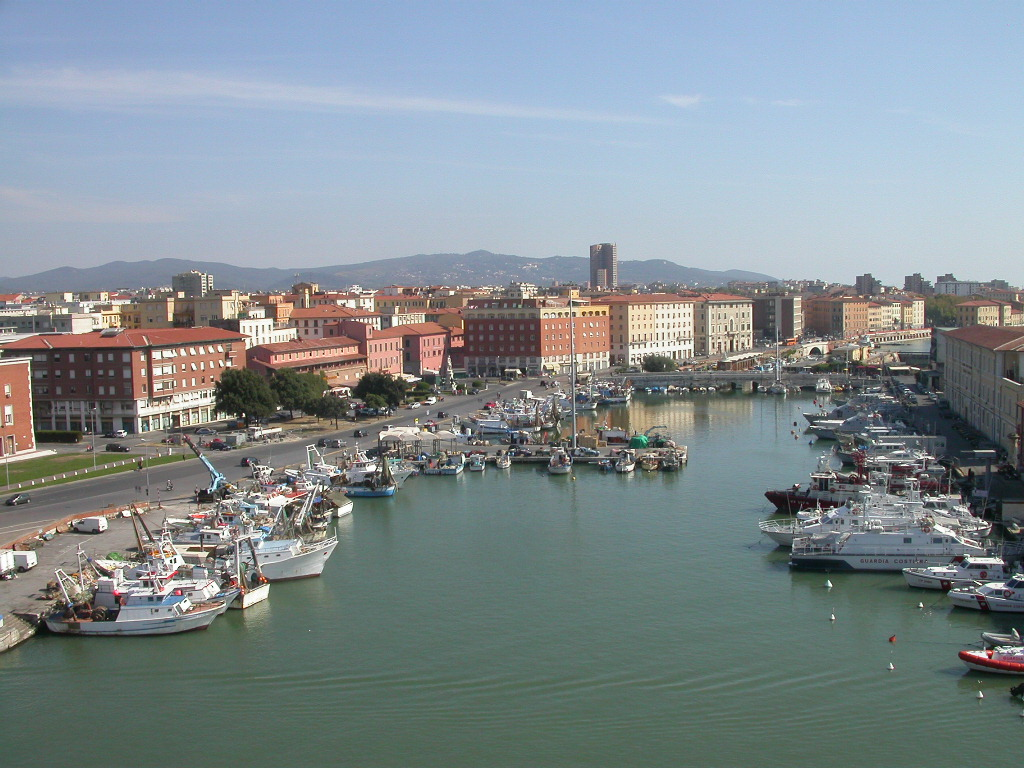
Scorcio della città

Sul finire degli anni sessanta furono definite anche le linee guida per lo sviluppo delle altre infrastrutture: la Variante Aurelia, la Strada di grande comunicazione Firenze-Pisa-Livorno, l'Autostrada A12.
Dal punto di vista urbanistico, verso la fine degli anni cinquanta la città si espanse verso est e, soprattutto, verso sud con nuovi e più funzionali quartieri (Coteto, Colline, La Rosa). Negli anni settanta è la volta di Salviano. Gli abitanti raggiunsero il massimo storico nel 1977, con quasi 178.000 unità, per poi decrescere nei decenni successivi, malgrado la costruzione dei quartieri di Banditella, La Leccia e Scopaia.
Nel centro, invece, alle abitazioni residenziali si sostituirono i più redditizi fondi destinati a uffici, con conseguenti caratteristiche di animazione diurna e di abbandono alla chiusura delle attività commerciali.
A partire dagli anni ottanta, la vocazione industriale della città dovette misurarsi con una crisi generata dal disimpegno della partecipazione pubblica, i cui effetti perdurano tutt'oggi.
Il risultato fu un graduale spostamento del baricentro economico dai grandi complessi (cantiere navale, industria pesante) alle piccole e medie imprese e al terziario.
In questo scenario, risultano assai contrastanti i dati relativi al turismo. Se al 2002 il movimento turistico negli esercizi alberghieri ed extralberghieri della città contava 110.814 arrivi e 378.946 presenze, dall'inizio del nuovo millennio si è registrata una notevole crescita del transito delle navi da crociera. Al 2011 Livorno era il quarto porto d'Italia per numero di crocieristi e l'ottavo nella classifica dei porti del Mediterraneo, ma solo una modesta percentuale di questo flusso turistico decideva di visitare la città.
Del resto, ad oggi restano irrisolte diverse questioni: ad esempio l'ampliamento del porto con banchine dotate di fondali adeguati, il riassetto del waterfront portuale e il miglioramento delle strutture legate la traffico passeggeri, il recupero e valorizzazione del patrimonio storico della città (come, ad esempio, la difficile gestione della Fortezza Vecchia e della Fortezza Nuova, lo stabilimento termale Acque della Salute, i fossi medicei, la chiesa degli Olandesi e degli altri luoghi delle Nazioni), la dotazione di moderne infrastrutture viarie (completamento della Variante Aurelia tra Livorno e Quercianella) e ferroviarie (potenziamento dei binari di collegamento con l'interporto toscano Amerigo Vespucci), la riconversione e bonifica degli spazi lasciati dalle grandi industrie, nonché i gravi problemi occupazionali che attanagliano la città, segnata, al 2010, dal più alto tasso di disoccupazione giovanile di tutto il centro-nord e che tra il 2008 e il 2014 ha visto perdere circa mille posti di lavoro, mentre sullo sfondo si stagliano ulteriori incognite legate alla crisi del settore meccanico e petrolchimico.

## Cronologia dei principali avvenimenti

### Dalle origini fino al XV secolo

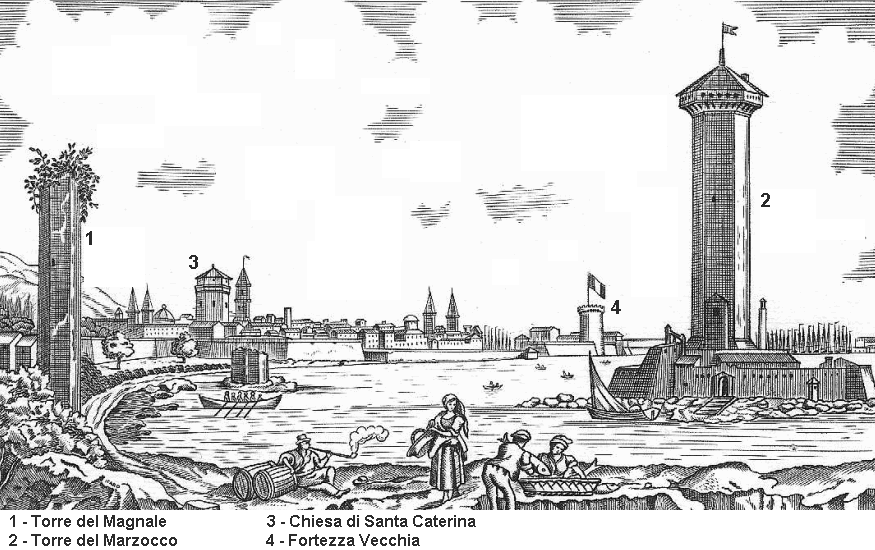
L'area dove un tempo si trovava Porto Pisano

- 416: Claudio Rutilio Namaziano visita Porto Pisano, la non meglio identificata località di Triturrita e i dintorni.[156]
- 776: Desiderio, re dei Longobardi, fa trasportare le reliquie di santa Giulia da Isola di Gorgona a Brescia, passando per Livorno, che la elesse a sua patrona.[157]
- 1017: è citata per la prima volta "Livorna" in una pergamena.[158]
- 1103: la contessa Matilde di Canossa dona il villaggio di Livorno a Pisa, viene definito Castrum Liburni.[159]
- 19 luglio 1138: con decreto imperiale i marchesi Francigena perdono ogni diritto feudale su Livorno.[160]
- 1284: I pisani concedono immunità e franchigie a chi si fosse stabilito a Livorno.[161]
- 1303: i pisani edificano il Fanale.[162]
- 15 maggio 1345: la tradizione attesta il ritrovamento di un dipinto della Madonna ai piedi del colle di Montenero.[163]
- 1377: viene eretta la "Quadratura dei Pisani".[164]
- 1392: La tradizione vuole che Livorno, fortificata con le nuove mura pisane, sia elevata a castello.[165]
- 1399: Gian Galeazzo Visconti, duca di Milano, ha la sovranità su Livorno.[166]
- 3 agosto 1407: i genovesi diventano padroni di Livorno.[33]
- 18 gennaio 1408: è costituito dai genovesi il vicariato di Livorno.[33]
- 27 giugno 1421: Livorno è ceduta per 100.000 fiorini d'oro e con la permuta di Sarzana dai genovesi ai fiorentini.[34]
- 28 agosto 1421: si costituisce il Capitanato di Livorno e Porto Pisano, direttamente amministrato da Firenze.[167]
- 27 agosto 1431: il capitano fiorentino Raimondo Mannelli salpato dal porto con equipaggi livornesi, sconfigge a Portofino la flotta genovese.[168]
- 1467: si dispensa Livorno dalla gabella sul sale (Consulta fiorentina del 27 agosto 1467).[169]
- 1479: peste a Livorno.[170]
- 1490: Amerigo Vespucci salpa da Livorno per andare in Spagna come agente commerciale fiorentino, da dove poi otto anni dopo navigherà verso le Americhe.[171]
- 7 settembre 1496: l'imperatore Massimiliano d'Austria assedia Livorno difesa strenuamente dal comandante Andrea di Piero de' Pazzi con l'aiuto di numerosi "villani" accorsi dalla campagna vicina; la tradizione vuole che Livorno si conquisti così il motto di "Fides" da parte dei fiorentini; a ricordo dell'episodio solo successivamente sarà eretta una piccola statua detta del Villano.[172]

### I secoli XVI e XVII
- 1528: peste a Livorno.[173]

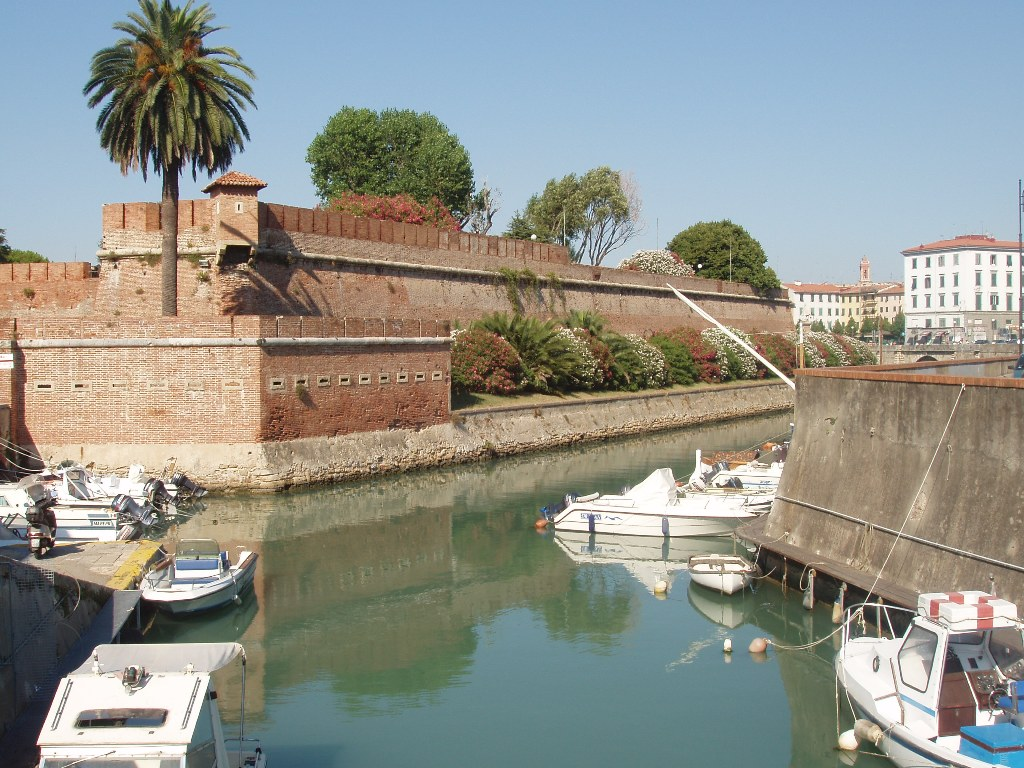
La Fortezza Nuova

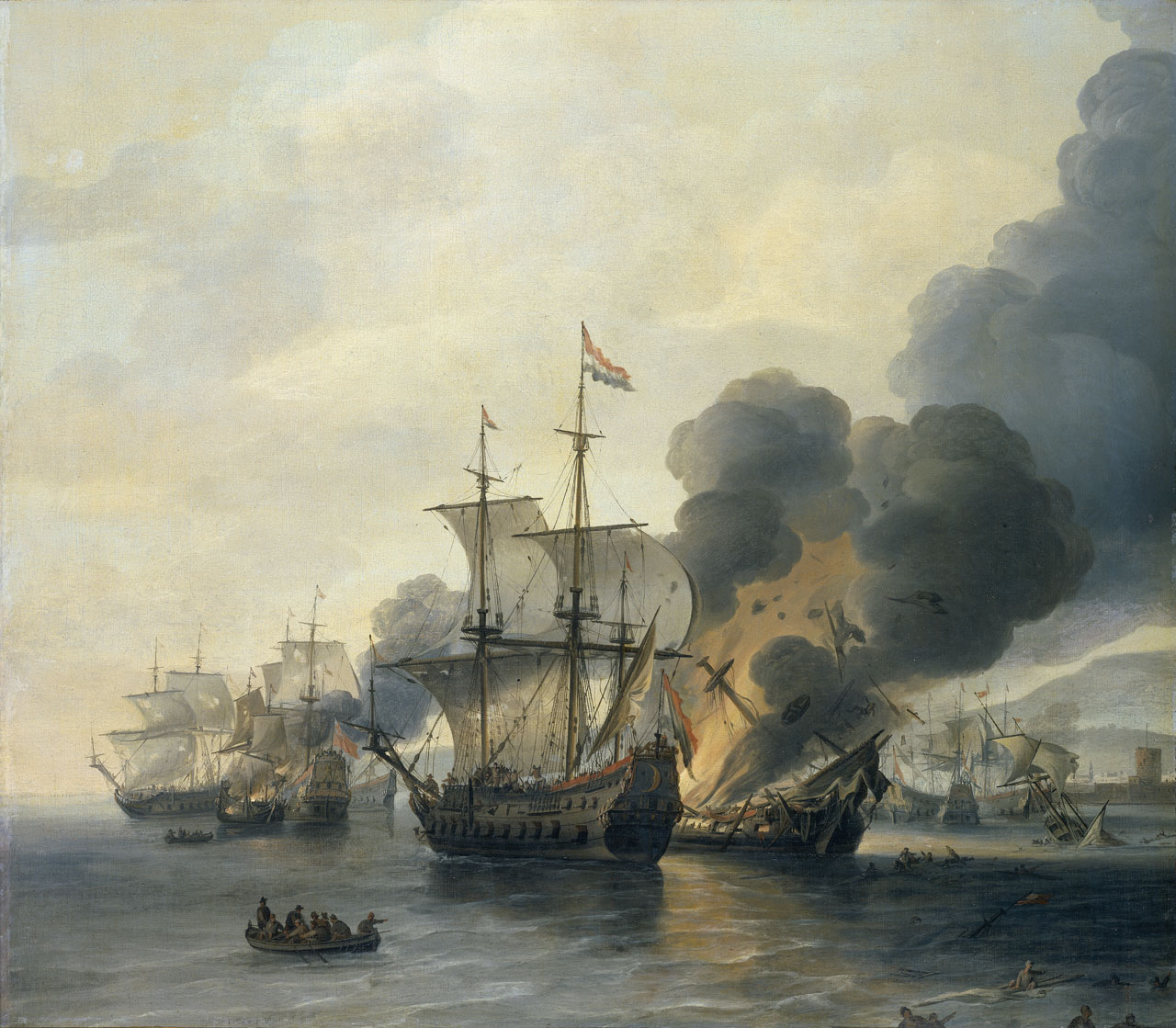
La Battaglia di Livorno del 1653

- 1º aprile 1534: è terminata la Fortezza Vecchia, commissionata nel 1506 da Giulio de' Medici ad Antonio da Sangallo il Vecchio.[174]
- 1548: si autorizza agli ebrei ed ai convertiti cristiani portoghesi di stabilirsi a Livorno, anche tutelandoli contro l'Inquisizione.[175]
- 1553: al tribunale civile di Livorno è attribuita la giurisdizione anche sulle cause marittime, divenendo i Consoli del Mare di Pisa un tribunale d'appello.[176]
- 1556-1559: le fortificazioni e lo stato della città sono documentate da una veduta del Vasari.[177]
- 1563: iniziano i lavori del Canale dei Navicelli.[42]
- 16 marzo 1566: viene pubblicato con bando uno dei primi codici doganali d'Italia.[42]
- 1567: è edificato il castello di Antignano,[178] visitato anche da Benvenuto Cellini.
- 1572: arrivano a Livorno molti marinai greci, che, professando fede cattolica, prendono possesso della chiesetta di San Jacopo in Acquaviva.[179]
- 1574-1575: viene aperto il canale dei Navicelli.[42]; Bernardo
- 28 marzo 1577: inizia la costruzione della città con il getto della prima pietra.[180]
- 1582: i Cappuccini arrivano a Livorno e ricevono un vasto terreno dal granduca dove erigono chiesa e convento.[181]
- 1584: epidemia di peste bubbonica portata dall'Africa e conseguente costruzione del primo lazzeretto alla base del Fanale;[182]
- 1585 sbarca a Livorno un'ambasceria di sei giovani giapponesi, diretti a Roma per rendere omaggio al papa.[183]
- 1586: privilegi commerciali sono garantiti alla nazione inglese e come ringraziamento la regina Elisabetta d'Inghilterra abolisce il dazio sull'allume importato dai mercanti fiorentini.[184]
- 10 gennaio 1590: prima pietra della Fortezza Nuova.[185]
- 1591: in 5 giorni di lavoro ininterrotto è scavata una darsena accanto al Pamiglione.[186]
- 1593: Ferdinando I de' Medici emana i privilegi conosciuti come "Livornina".[187]
- 9 aprile 1595: è costituita la "Confraternita della Misericordia", adottando gli statuti di quella fiorentina; dieci giorno dopo i confratelli parteciperanno alla messa di inaugurazione del Duomo di Livorno alla presenza dei granduchi.[188].
- 1598: entro questa data si presume sia stato ultimato il nuovo lazzeretto di San Rocco[189], nel 1866 occupato dal cantiere Orlando.
- 30 gennaio 1605: si dispone una gara remiera nei fossi intorno alla Fortezza Nuova.[190]
- 1606: su progetto di Cornelio Mayer viene costruito l'acquedotto di Limone.[191]
- 19 febbraio 1606: il nuovo Duomo è aperto al culto in presenza del nunzio apostolico Antonio Grimani;[192]
- 19 marzo 1606: con la cerimonia nella chiesa della Fortezza Vecchia, Livorno è proclamata città con il primo gonfaloniere Bernardetto Borromei; la città raggiunge i 10.000 abitanti.[193]
- Settembre 1608: parte da Livorno una spedizione per l'Amazzonia al comando del capitano inglese Thornton, allo scopo di organizzarvi una colonia commerciale.[65]
- 12 luglio 1609: torna al porto di Livorno dall'America Meridionale la spedizione promossa da Ferdinando I, ma lo trova deceduto da poco e così viene annullato l'unico tentativo coloniale italiano in America.[66]
- 1611: si decide di ampliare il porto con la costruzione del "Molo Cosimo", per la cui realizzazione saranno chiesti pareri al cartografo Robert Dudley, conte di Warwick.[67]
- 29 maggio 1617: inaugurazione del monumento a Ferdinando I nella piazzetta della darsena; nel 1626 verranno aggiunti i Quattro mori del Tacca.[194]
- 1º maggio 1622: istituzione della Congregazione Olandese Alemanna.[195][196]
- 1629: si iniziano i lavori per l'ampliamento della città con il quartiere della Venezia Nuova.[197]
- 1630-1631: grande epidemia di peste.[198]
- 1632: per la prima volta da Alessandria d'Egitto arriva il caffè in sei balle a bordo di una germa. Forse a Livorno, e non a Venezia, fu aperta la prima bottega di caffè.[199]
- 5 aprile 1642: un forte terremoto provoca molti crolli e feriti.[200]
- 1642: si progetta l'aggiunta di una fortificazione a tenaglia per il lazzeretto di San Rocco.[201]
- 1645: compilazione del primo catasto cittadino.[202]
- 5 aprile 1646: in città si registra un violento terremoto.[203]
- 1648: si termina il nuovo lazzeretto di San Jacopo;[204] violenta epidemia di tifo.[202]
- 1649: a dicembre i barnabiti aprono le prime scuole pubbliche presso San Sebastiano.[205]
- 13 marzo 1653: grande battaglia navale tra inglesi e olandesi davanti al porto di Livorno, terminata con la vittoria olandese.[202]
- 1658: apertura del Teatro delle Commedie (San Sebastiano), dove Carlo Goldoni assisterà ad alcune commedie.[206]
- 30 luglio 1674: è coniato l'"Unghero d'oro" con una veduta del porto di Livorno e il motto "Ad bonitatem aurei ungarici - Liburni 1674".[207]
- 11 marzo 1676: la città viene dichiarata porto franco, condizione che esisteva di fatto da quasi un secolo in virtù del benefizio libero per le merci in Porto o in uscita.[71][208]
- 12 marzo 1681: sono concessi i nuovi Statuti cittadini.[209]
- 15 maggio 1682: sono aperte le cosiddette "Case Pie", a cui poi si aggiungerà una chiesa; la città raggiunge i 20.650 abitanti.[210]
- 1686: epidemia di vaiolo in città.[211]
- 4 maggio 1690: grandi festeggiamenti per l'incoronazione dell'immagine della Madonna di Montenero.[212]
- 9 ottobre 1691: accordo tra Francia, Paesi Bassi e Inghilterra che sancisce il primo riconoscimento internazionale della neutralità del porto. L'accordo viene rinnovato nel 1702.[213]

### Il XVIII secolo

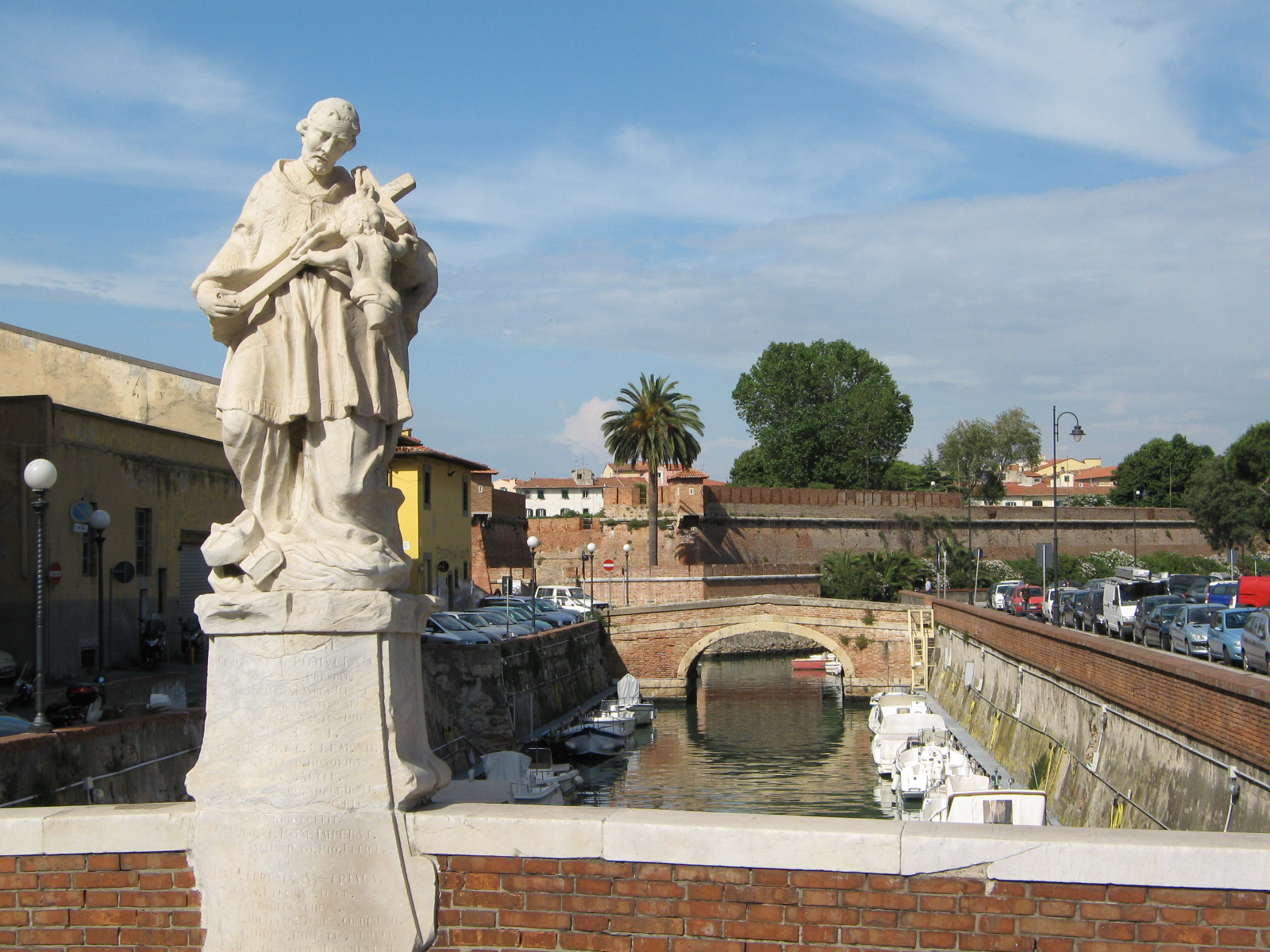
Statua di San Giovanni Nepomuceno

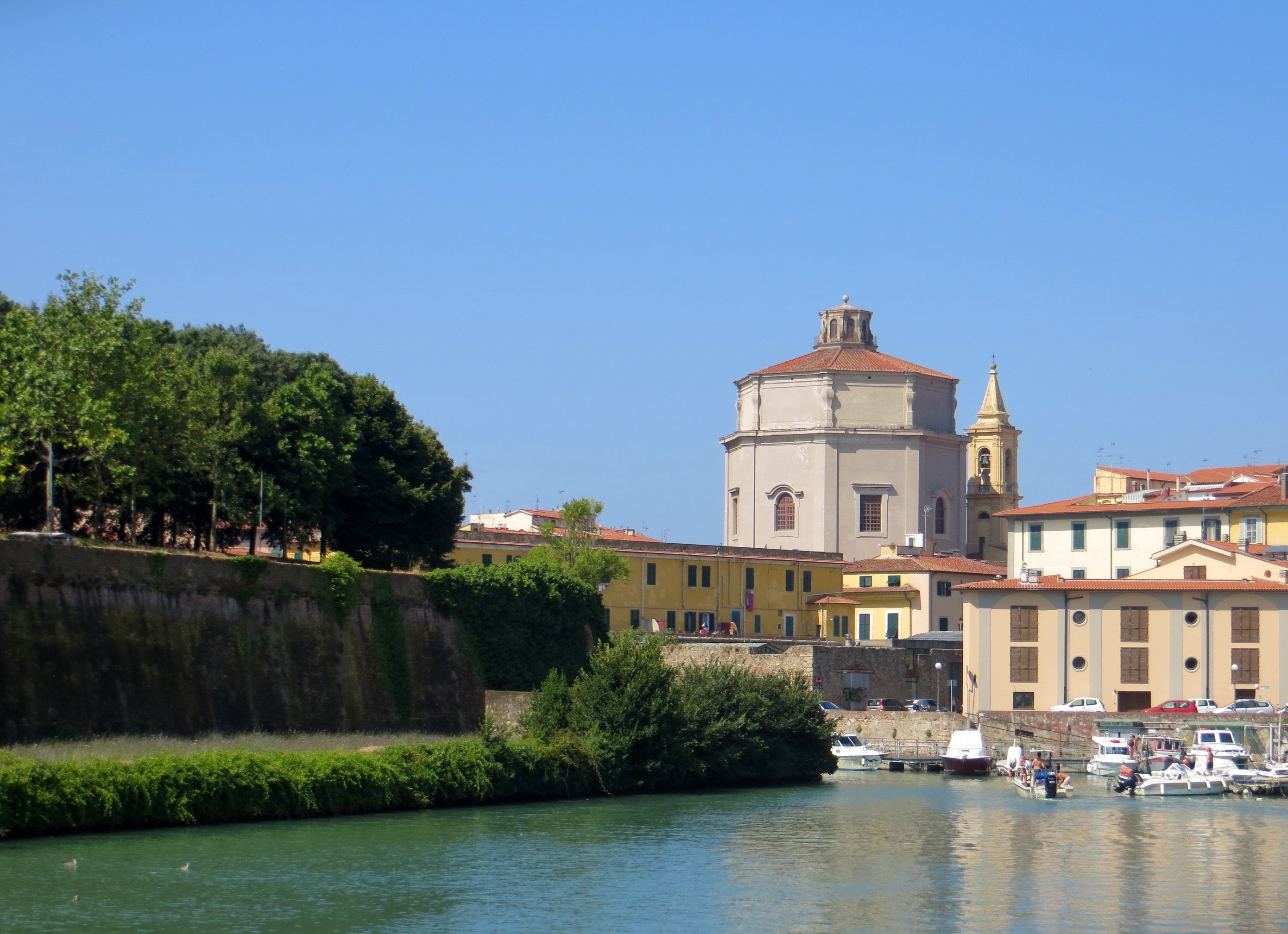
Cupola della settecentesca chiesa di Santa Caterina

- 1703: alcune fonti attestano l'apertura della prima bottega del caffè della città, in piazza d'Arme.[214]
- 25 luglio 1705: si avvertono forti scosse di terremoto.[215]
- 23 aprile 1701: si gettano le fondamenta della chiesa degli Armeni su progetto di Giovan Battista Foggini.[216][217]
- 1705: si inizia la costruzione dei "Tre palazzi" di Giovan Battista Foggini[218] e dei Bottini dell'olio.[219]
- 1707: s'inizia la costruzione della chiesa di San Ferdinando su progetto del Foggini.[220]
- 1709: costruzione del forte del Romito e ricostruzione della Torre della Meloria demolita dai marosi, che assunse le forme attuali.[221][222]
- 4 novembre 1713: a seguito di un fulmine si incendia ed esplode una polveriera in Fortezza Vecchia senza causar vittime.[223]
- 1º gennaio 1714: apertura della chiesa armena di San Gregorio Illuminatore.[224]
- 2 agosto 1718: con la definitiva "dichiarazione di Londra", viene riconosciuta internazionalmente la neutralità del porto di Livorno. Il provvedimento fa seguito agli accordi presi con la Francia nella prima metà del Seicento, alla neutralità ribadita durante la Battaglia di Livorno del 1653, nonché all'accordo del 1691.[213]
- 1729: prima epidemia mortale di influenza in città.[202]
- 1731: sbarca Carlo di Borbone, infante di Spagna, presunto erede della Toscana con l'estinzione dei Medici.[225]
- 6 marzo 1739: Francesco Stefano di Lorena con la consorte Maria Teresa d'Austria, nuovi granduchi di Toscana, visitano Livorno, per l'occasione è eretta, sul ponte di via della Madonna, la statua di San Giovanni Nepomuceno e il ricco armeno David Scheriman organizza a sue spese un fastoso palio marinaro.[226]
- 27 gennaio 1742: un grande terremoto, preannunciato da numerose scosse nei giorni precedenti, rovina gran parte della città e si fa voto solenne di interrompere il Carnevale.[215]
- 18 febbraio 1743: muore improvvisamente, a Livorno, il principe Giuseppe Medici di Ottajano, dal 1737 dichiarato erede pretendente al trono di Toscana, come discendente più diretto degli estinti sovrani Medici.[227]
- 1746: viene aperta la scuola pubblica femminile di Santa Giulia, detta "Il Paradisino".[228]
- 1748: prima illuminazione cittadini con nove lampioni disposti tra via Grande e piazza Grande.[229]
- 31 luglio 1750: Livorno è dichiarata "Città Nobile" con diritto di avere una propria nobiltà ed il diritto per i cittidini più benestanti di entrare nell'Ordine di Santo Stefano, ha circa 31.000 abitanti ed è la seconda città della Toscana e la dodicesima più popolata in Italia.[230]
- 1751: la flotta militare dell'Ordine di Santo Stefano è trasferita a Portoferraio.[231]
- 1755: è aperta la pia casa del "Refugio" nella Venezia Nuova come scuola di marina per ragazzi poveri, abbandonati o orfani.[232]
- 1760: è ultimata la chiesa greco-ortodossa della Santissima Trinità, prima chiesa acattolica della Toscana.[233]
- 1764: presso la tipografia Coltellini è pubblicato il capolavoro di Cesare Beccaria "Dei delitti e delle pene".[234]
- 19 maggio 1766: il nuovo granduca Pietro Leopoldo visita la città e la nazione olandese organizza in suo onore un ricchissimo palio marinaro erigendo in porto per i principi e la corte un imponente palazzo di legno con gradinate, terrazze, statue dorate e tendaggi ricchissimi.[235]
- 1770: Giacomo Casanova è a Livorno per offrire i propri servigi a Alexis Orlov, comandante della flotta russa durante la guerra contro la Turchia.[236]
- 1770 viene stampato il primo volume della terza edizione dell'Encyclopédie nella tipografia di Marco Coltellini; l'edizione sarà terminata nel 1779.[234]
- 1776: è concesso il permesso di costruire i primi sobborghi nelle abolite servitù militari delle "Spianate" (Origine, Cappuccini, San Jacopo, Borgo Reale).[237]
- 1778: su progetto dell'architetto veronese Ignazio Pellegrini si apre il nuovo cimitero cattolico al Riseccoli, poi divenuto seminario.[238]
- 1781: si ha notizia di un primo stabilimento per la balneazione (Bagni Baretti), forse il primo in Europa.[239]
- 1º aprile 1782: inaugurazione del teatro detto degli Armeni poi dal 1790 conosciuto come Teatro degli Avvalorati, eretto per iniziativa del conte Bicchierai mettendo in scena il dramma "Adriano in Siria", con musiche di Cherubini e libretto del Metastasio.[240]
- 1783: per fini amministrativi la città è suddivisa i cinque quartieri (San Sebastiano, San Antonio, della Madonna, Santa Giulia, della Venezia Nuova).[241]
- 1786: è istituita una "Compagnia di Commercio toscana" per le rotte con le Americhe.[242]
- 31 maggio 1790: sanguinosa "rivolta di Santa Giulia" dopo la riforma granducale che aveva portato alla soppressione delle confraternite. Le chiese soppresse sono riaperte a forza dal popolo.[243]
- 1792: si crea il distretto amministrativo di Livorno con Portoferraio.[244]
- 7 novembre 1792: un motuproprio granducale decreta la realizzazione dell'acquedotto di Colognole.[245]
- 1793: il vascello francese "Le Scipione" esplode in rada dopo un incendio a bordo.[202]
- 1794: George Washington istituisce a Livorno il primo consolato USA in Italia, tenuto, fino all'annessione del granducato nel Regno d'Italia, dai signori Filicchi, Appleton e Bindi.[246]
- 27 giugno 1796: Napoleone occupa la città, arrestando il governatore Spannocchi.[247]
- 14 luglio 1796: per festeggiare la presa della Bastiglia le truppe francesi erigono in piazza Grande, detta poi "Place Napoleòn", l'Albero della libertà, ma gran parte della popolazione diserta i festeggiamenti e va a passare la giornata a Montenero.[247]
- 10 maggio 1797: le truppe francesi occupanti lasciano la città dietro riscatto di due milioni di lire; il famoso violinista Rodolphe Kreutzer si esibisce al Teatro degli Avvalorati.[247]
- 28 novembre 1798: le truppe napoletane con l'appoggio della flotta inglese comandata dall'amm. Horatio Nelson occupano la città con 8.000 soldati fino al gennaio successivo[247]
- 24 marzo 1799: nuova occupazione francese con il saccheggio delle chiese e degli edifici pubblici; vengono distrutti tutti gli emblemi e gli stemmi marmorei medicei e dei capitani della Fortezza Vecchia, la statua dei "Quattro Mori" è abbattuta per ordine del gen. Miollis, i 300 cannoni che difendono la città sono distrutti o venduti al Bey di Tunisi.[248]
- 17 luglio 1799: i francesi lasciano la città dietro il riscatto di 150.000 scudi d'oro da riscuotere entro 24 ore; il 23 successivo viene ricollocata la statua di Ferdinando sul monumento dei Quattro Mori e arrivano le truppe austriache; vengono effettuati in città i primi vaccini contro l'idrofobia.[249]

### Il XIX secolo

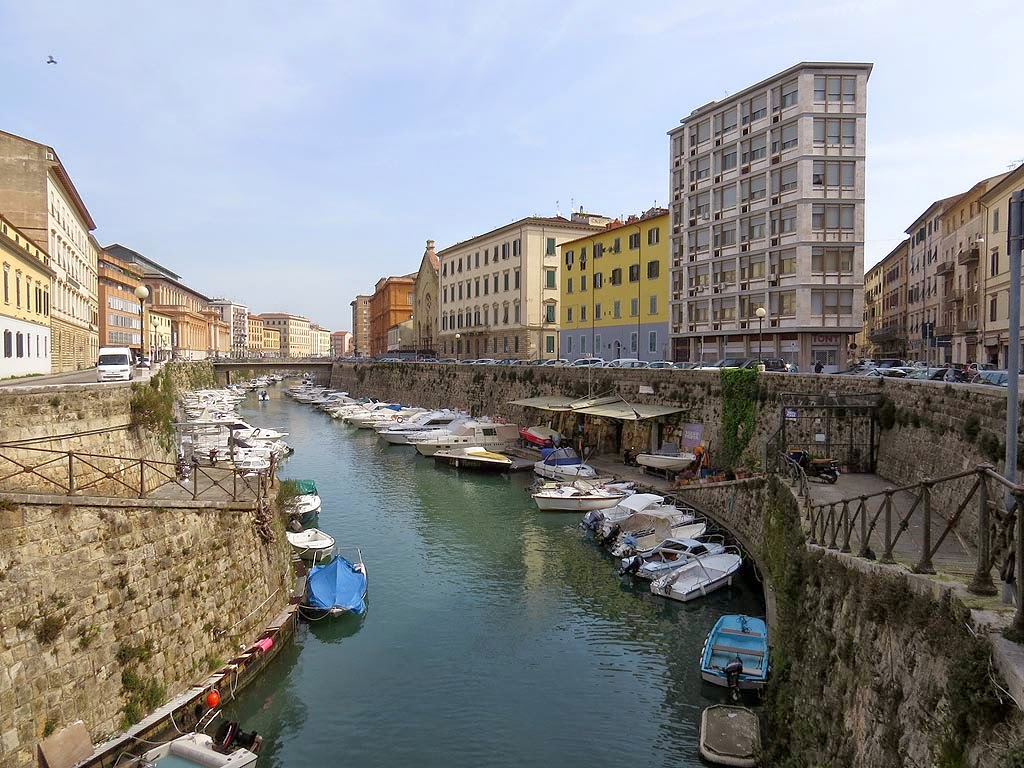
Il Fosso Reale rettificato

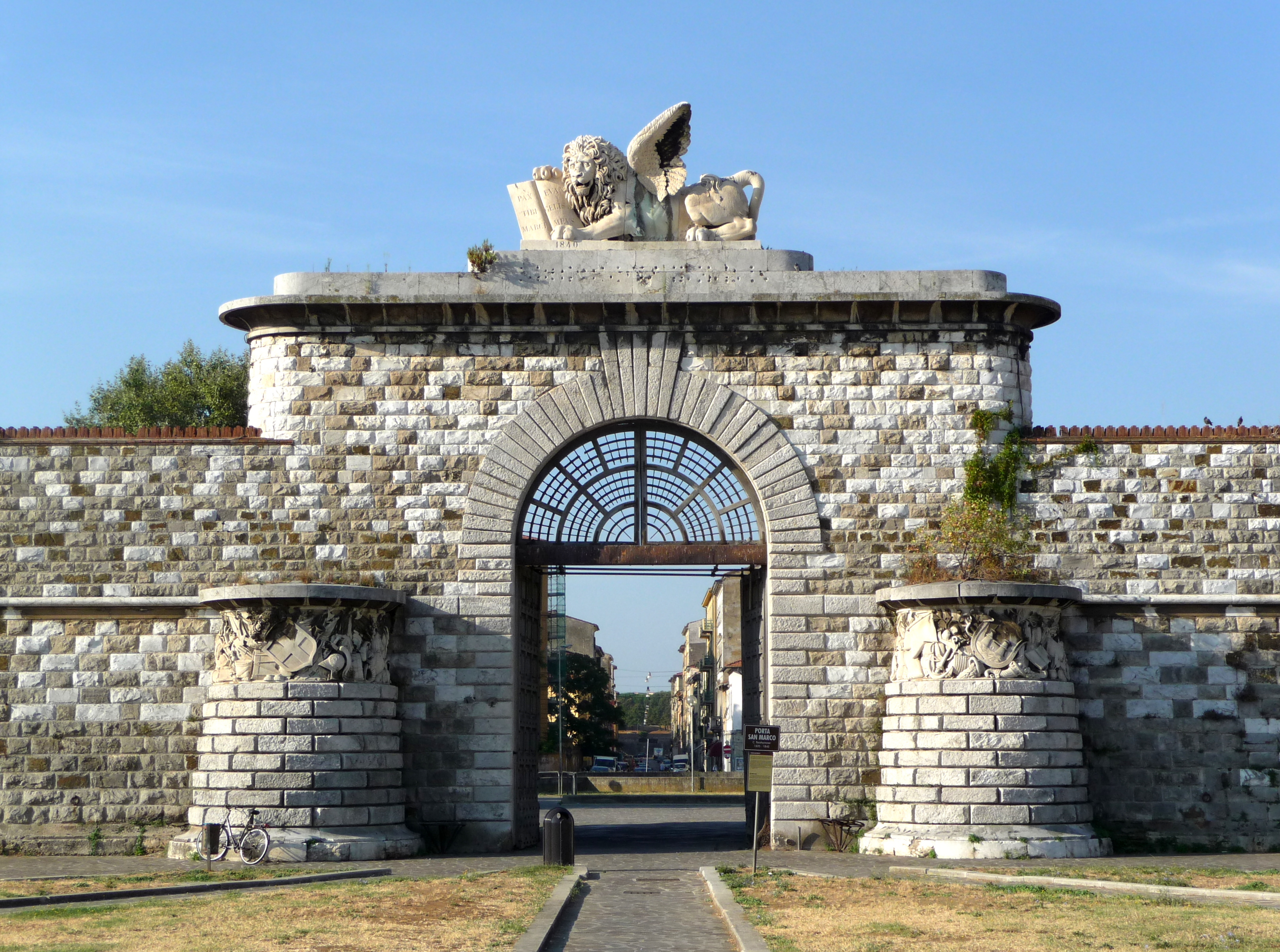
Porta San Marco

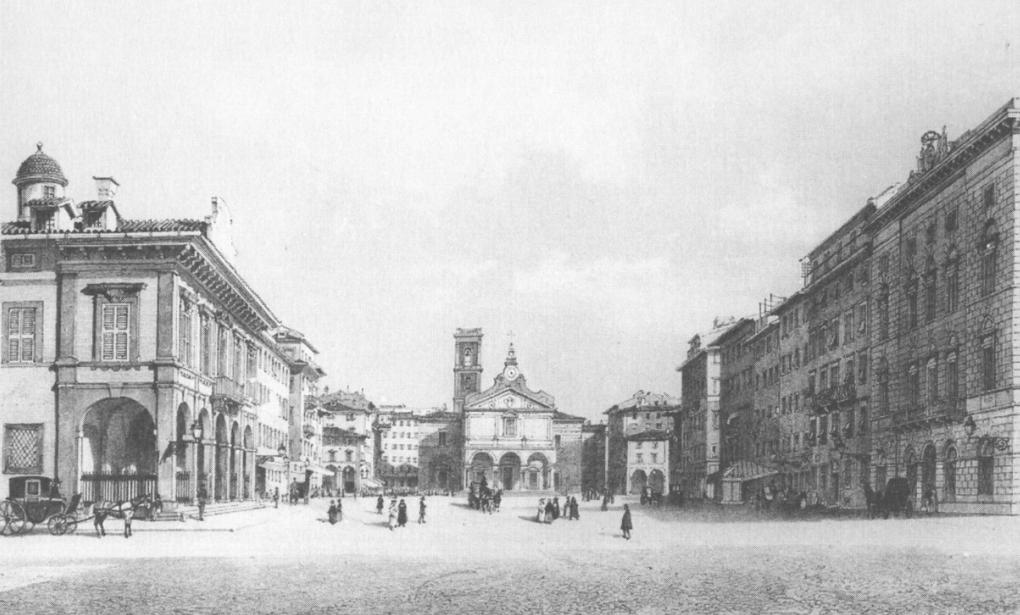
Piazza Grande nell'Ottocento

- 18 ottobre 1800: le truppe francesi al comando del generale Clement rioccupano la città, saccheggiandola e imponendo l'esborso di 2 milioni di lire.[250]
- 26 settembre 1801: Carlo Ludovico di Borbone di Parma sbarca in città come nuovo re d'Etruria.[250]
- 18 agosto 1804: a causa di merci infette provenienti dalle Antille con la nave "Anna Maria Toletana" scoppia l'epidemia di febbre gialla provocando 624 morti.[250]
- 1 ottobre 1805: truppe francesi arrivano in città per imbarcarsi e vi ritornano il 29 novembre per 23 giorni.[251]
- 27 aprile 1806: apertura del nuovo Teatro Carlo Ludovico poi conosciuto come San Marco.[252]
- 25 settembre 1806: papa Pio VII eleva la città a Diocesi indipendente da Pisa.[251]
- 1807: iniziano i lavori per la realizzazione del Cimitero comunale dei Lupi.[253]
- 29 agosto 1807: la città è nuovamente occupata dalle truppe francesi.[254]
- 1808: Livorno diviene capoluogo del Dipartimento del Mediterraneo.[255]
- 12 dicembre 1813: una squadra inglese al comando di William Bentinck sbarca sulla spiaggia del Marzocco con 1500 uomini e bombarda la città e riparte dopo due giorni.[256]
- 20 febbraio 1814: le truppe napoletane del generale Minutolo, in nome di Gioacchino Murat, prendono possesso della città; l'8 marzo vi subentrano gli Inglesi e il 23 aprile le truppe austriache.[257]
- 29 novembre 1814: Ferdinando III di Toscana ritorna dopo anni a Livorno.[258]
- 29 marzo 1815: il papa Pio VII si rifugia a Livorno, avendo Gioacchino Murat invaso lo Stato Pontificio.[258]
- 30 maggio 1816: l'acqua sorgiva proveniente da Colognole attraverso l'acquedotto di Colognole sgorga dalla fonte della "Pina d'oro".[259]
- 1817: epidemia di tifo in città.[258]
- 31 ottobre 1819: si inaugura la nuova chiesa di San Benedetto, la prima chiesa ottocentesca costruita nei sobborghi fuori dalla città.[260]
- 2 maggio 1825: al Palazzo del Refugio apre la Scuola di architettura, ornato e agrimensura, dove si formeranno Giuseppe Cappellini e Angiolo della Valle.[261]
- Novembre 1825: è fondata la "Società Medica di Livorno" che elegge come primo presidente il dottor Dufour.[262]
- Giugno 1827: si prende la decisione di demolire il bastione del Casone con l'apertura di un collegamento diretto con i sobborghi oltre il fossato, nell'area oggi nota come piazza Cavour.[86]
- 3 agosto 1835: scoppia un'epidemia di colera in città provocando 1.132 decessi.[263]
- 21 dicembre 1835: viene benedetta la nuova chiesa dei Santi Pietro e Paolo di Luigi Cambray-Digny.[264]
- 1835: con la dichiarazione di Livorno "porto franco" sono avviati i lavori per la nuova cinta daziaria; le mura sono alte 8 metri, merlate con un perimetro di circa 6 km.[265]
- 28 agosto 1836: per il voto cittadino fatto con la scomparsa del colera, si inizia la costruzione della chiesa del Soccorso, la più grande della città su progetto di Gaetano Gherardi.[266]
- 1837: è aperta la nuova Barriera Fiorentina, sul finire dell'Ottocento rinominata Barriera Garibaldi, la prima di una serie di varchi doganali che saranno aperti negli anni seguenti nell'ambito della nuova cinta daziaria.[267]
- 1839: il Comune stipula un contratto per l'illuminazione pubblica a gas; successivamente sarà innalzato il gazometro.[268]
- 1840: si chiudono i vecchi cimiteri  entro il perimetro della Mura Leopoldine e si aprono nuovi spazi cimiteriali all'esterno della cinta.[269]
- 1840: sono aperti i Bagni Palmieri, poi noti come Acquaviva, tra i principali stabilimenti che di lì a poco sorgeranno sulla costa livornese.[270]
- 20 giugno 1842: inaugurazione del Cisternone.[271]
- 25 ottobre 1842: si inaugura per la prosa il nuovo Teatro Rossini.[272]
- 13 marzo 1844: è aperta la nuova Ferrovia Leopolda per Pisa.[273]
- 30 giugno 1847: l'ing. Carlo Matteucci esperimenta la prima linea elettrica italiana del telegrafo tra Livorno e Pisa.[274]
- 24 luglio 1847: iniziato nel 1843, si inaugura il Teatro Leopoldo poi intitolato a Goldoni con la rappresentazione diurna dei "Falsi monetari" e l'opera in notturna "Roberto e il diavolo" del Mayerbeer.[272]
- 8 settembre 1847: si scoprono le statue dei granduchi Ferdinando III e Leopoldo II in piazza del Voltone, ora della Repubblica, opere di Francesco Pozzi, fiorentino e di Paolo Emilio Demi, livornese.[275]
- 10-11 maggio 1849: assedio ed espugnazione della città da parte delle truppe austriache del generale Costantino d'Aspre.[276]
- 13 febbraio 1850: il granduca Leopoldo II è accolto freddamente in città.[277];
- 21 novembre 1851: è inaugurato il nuovo Seminario progettato da Gaetano Gherardi.
- 16 novembre 1852: in Toscana è ripristinata la pena di morte.
- 1º agosto 1853: Leopoldo II assiste all'avvio dei lavori della diga curvilinea detta "Diga Leopolda", meglio conosciuta come "Molo Nuovo"; sarà terminata nel 1860 con una lunghezza di 1.130 metri per l'enorme spesa di £. 8 milioni.[278]
- aprile 1854: è eseguita a Livorno l'ultima pena di morte con la fucilazione.
- 11 luglio 1854: due navi francesi portano il colera che causa 593 decessi.[278]
- 2 gennaio 1855: le truppe occupanti austriache lasciano la città.[278]
- 1856: si costruisce nell'ex podere del Vigna un padiglione ottagonale per proteggere la sorgente che costituisce il primo nucleo delle "Acque della Salute";[279]
- 7 giugno 1857: grave incendio dell'Arena Alfieri con morti e feriti.[280]
- 30 giugno 1857: sollevazione di Maurizio Quadrio contro le truppe governative con morti e feriti.[280]
- 25 agosto 1857: papa Pio IX visita la città con benedizione generale del popolo dal Palazzo Granducale.[281]
- 12 agosto 1858: inaugurazione della Stazione Marittima.[282]
- 9 maggio 1859: sbarcano a Livorno le prime truppe piemontesi accolte con grandi feste.[281]; il giorno 20 sbarca il V Corpo d'Armata francese condotto dal principe Girolamo Napoleone Bonaparte.
- 12 marzo 1860: anche a Livorno si svolge il plebiscito per l'unione al Piemonte.[283]
- 16 marzo 1860: Vittorio Emanuele II, re d'Italia sbarca a Livorno, accolto con grandi festeggiamenti[283]
- 1863: sono rettificati i fossi a sud della città. Nuova epidemia di colera da luglio a novembre con 824 decessi.
- 7 agosto 1864: si inaugura il tempio della Congregazione olandese alemanna.[284]
- 1866: il Cantiere navale Orlando comincia la propria attività.[285]
- 13 luglio 1867: epidemia di colera con 824 decessi.[286]
- 1º gennaio 1868: Livorno perde lo status di porto franco.[286]
- 4 giugno 1871: si scopre la statua di Cavour, opera di Vincenzo Cerri.[287]
- 13 febbraio 1872: si inaugura la Borsa di Commercio nel Palazzo della Dogana (successivamente il palazzo ospiterà la Camera di Commercio).[288]
- 1877: Giuseppe Bandi fonda Il Telegrafo, poi divenuto Il Tirreno.[289]
- 24 dicembre 1878: è aperto il teatro Politeama.[290]
- 1881: è attivata la prima linea telefonica.
- 22 maggio 1881: è inaugurato il nuovo servizio pubblico di tram a cavalli.[291]
- 6 novembre 1881: si inaugura l'Accademia Navale.[292]
- 17 marzo 1883: varo nel Cantiere Orlando della corazzata "Lepanto" alla presenza della coppia sovrana.[293]
- 1887: si decide l'ampliamento a sud la cinta daziaria leopoldina della città con l'edificazione, negli anni seguenti, delle nuove Barriere Roma e Margherita.[294]
- 1888: viene aperta la cosiddetta officina dell'elettricità, è la quarta centrale elettrica in Italia; la luce elettrica comincia a diffondersi nelle case.[268] Viene colmato il fosso dei Lazzeretti creando Via della Bassata.
- 25 agosto 1889: si scopre il monumento marmoreo a Garibaldi di Augusto Rivalta.[295] Viene attivata la prima illuminazione pubblica ad arco.
- 28 agosto 1892: si scopre il monumento bronzeo a Vittorio Emanuele II, di Augusto Rivalta.[218]
- 10 aprile 1893: si costituisce la "Società Volontaria di Soccorso".[296]
- 1893: grave epidemia di colera con 170 morti.[297]
- 1894: inaugurazione del Mercato delle vettovaglie e dell'Ippodromo Federico Caprilli.[298][299]
- 1896: nell'estate iniziano i primi spettacoli di cinema presso il parco di divertimento denominato "Eden - Montagne russe"; furono tra le prime rappresentazioni d'Italia[300]
- 14 ottobre 1897: è attivato, tra le prime città in Italia, il servizio di tram elettrico, che in seguito raggiungerà Antignano e Montenero.[291]
- 27 novembre 1898: si scopre il monumento di Luigi Orlando, opera di Pio Gangeri, fondatore del cantiere navale.
- 1899: presso gli Spedali Riuniti della città si fa uso, per le prime volte in Italia, dell'apparecchio a raggi X.[115]

### Il XX secolo

Il Teatro Goldoni durante il XVII Congresso del Partito Socialista Italiano nel 1921

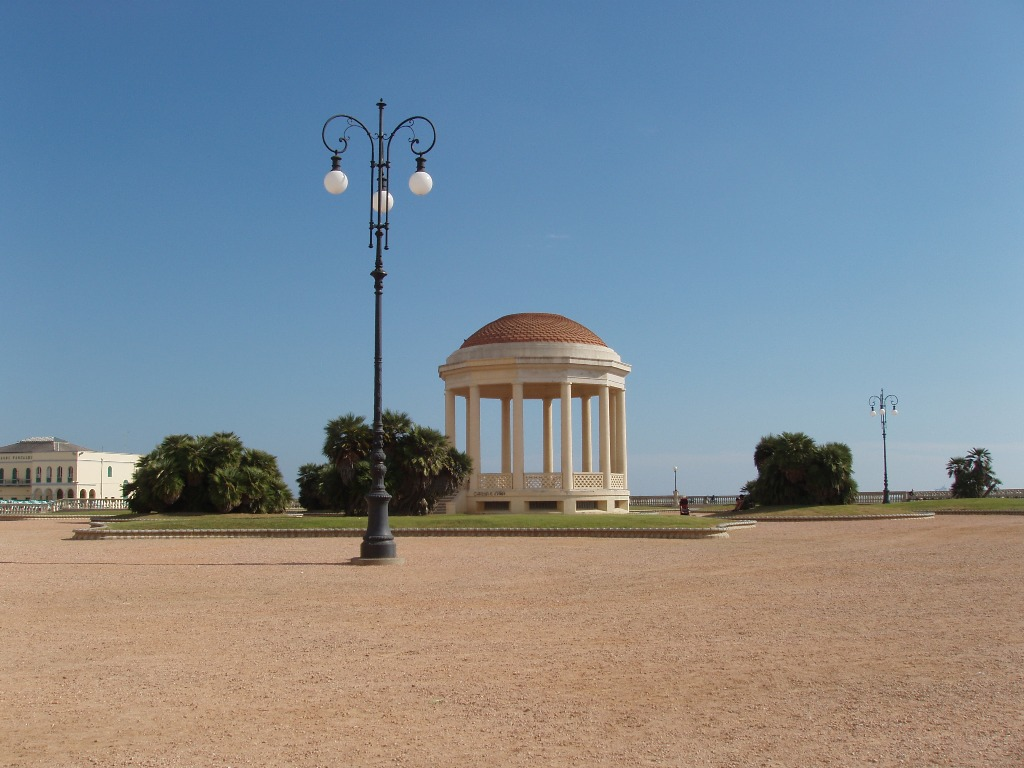
Terrazza Mascagni

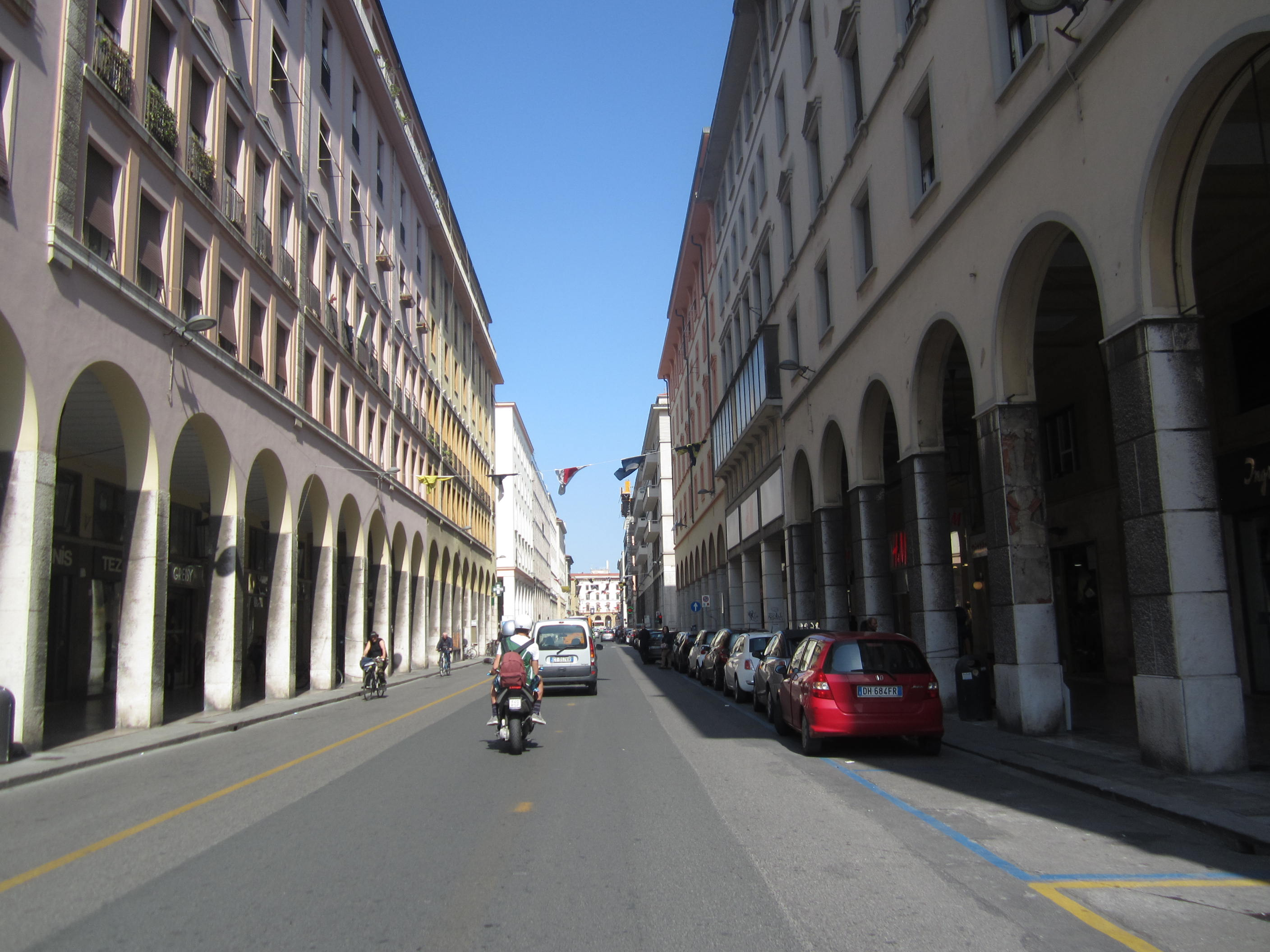
Via Grande come si presenta oggi

- 7 ottobre 1903: Angiolo Badaloni propone la realizzazione di una nuova stazione ferroviaria fuori dalla Barriera Vittorio Emanuele. Il piano sarà approvato nel 1905.[112]
- 1903: viene istituita, tra le prime città in Italia, l'illuminazione pubblica ad incandescenza.[115]
- 31 luglio 1904: inaugurazione dell'elegante stabilimento delle "Acque della Salute" detto anche "Montecatini a mare".[301]
- Settembre 1904: sul prato a sinistra della chiesa di Santa Maria del Soccorso, Carmichael Montgomery, figlio del viceconsole inglese a Livorno insegna le regole del football: nasce il calcio a Livorno.[302]
- Gennaio 1905: su iniziativa di padre Saglietto, parroco di chiesa di San Ferdinando, il comune dà avvio allo sventramento di alcuni quartieri e vicoli della Venezia Nuova, per prevenire ulteriori epidemie di colera.[303]
- 1905: nasce l'associazione sportiva "Virtus Juventusque" che inaugura i primi tornei ufficiali di calcio al poligono della Bastia.[304]
- 26 marzo 1906: nasce la società calcistica labronica "Spes".[305]
- 1906: si usa per le prime volte in Italia la pavimentazione bituminosa per le strade cittadine.[115]
- 1908: inaugurazione della funicolare di Montenero.[306]
- 1908: il Caffè Bardi in piazza Cavour diventa il ritrovo degli artisti labronici.[307]
- 3 luglio 1910: si inaugurano i lavori dell'ampliamento del porto e della nuova stazione per la linea ferroviaria Livorno-Cecina.[112]
- 6 luglio 1911: nuova epidemia colerica fino al 10 settembre con 460 decessi.[308]
- 19 gennaio 1913: inizia il primo campionato di calcio a Livorno con il derby tra "Virtus" e "Spes"; vittoria della "Virtus" 2 a 1.[309]
- 1914: si inaugura il nuovo campo di calcio a Villa Chayes, presso l'Accademia Navale, che sostituisce quello situato presso la Stazione di Livorno Centrale.[310]
- Febbraio 1915: dalla fusione della "Virtus" e della "Spes" nasce l'"Unione Sportiva Livorno".[311]
- 1920: con il nuovo sindaco Uberto Mondolfi si insedia in Comune la prima giunta socialista.[312]
- 15 gennaio 1921: al Teatro Goldoni si tiene il XVII Congresso nazionale socialista;[313] Terracini con gli aderenti al gruppo di Imola attuano la secessione creando al Teatro San Marco il Partito Comunista d'Italia (21 gennaio 1921) con l'adesione di Ilio Barontini, Gino Brilli, Pietro Gigli.
- 3 agosto 1922: i fascisti, dopo aver ucciso i consiglieri comunali Pietro Gigli (assieme al fratello) e Luigi Gemignani, e aver provocato scontri e devastazioni, marciano verso il Palazzo Comunale capeggiati da Costanzo Ciano e Dino Perrone Compagni; la giunta socialista, minacciata, è costretta a rassegnare le dimissioni.[118]
- 30 settembre 1926: Mussolini incontra Austen Chamberlain, ministro degli esteri inglese, sullo yacht "Dolphin" ancorato in porto.[314]
- 1926: iniziano gli sventramenti alle spalle del Duomo.[315]
- 29 agosto 1927: il crollo della caserma Cucchiari provoca la morte di 18 soldati del 88º reggimento fanteria e numerosi feriti.[316][317]
- 27 settembre 1931: si inaugura il gazebo per la musica presso la Terrazza sul mare con la presenza di Mussolini.[318]
- 28 ottobre 1931: il re inaugura il nuovo ospedale progettato da Ghino Venturi, il quale ripete lo schema di stampo neoclassico dell'ingresso del pronto soccorso anche nel coevo gazebo della Terrazza sul mare.[319]
- 24 marzo 1935: inaugurazione del nuovo stadio "Edda Ciano", primo edificio pubblico in città costruito con largo impiego di cemento armato, con la partita Italia-Austria, terminata in pareggio.[320]
- Agosto 1935: terminano i lavori della ferrovia Pisa-Tirrenia-Livorno nella tratta da Calambrone a Barriera Margherita.[321]
- 28 ottobre 1935: si inaugura la prima linea del servizio filoviario, che sostituisce gradualmente il vecchio tram elettrico.[322]
- 12 settembre 1937: si corre il Gran Premio d'Italia sul circuito di Montenero.[323]
- 16 giugno 1940: primo bombardamento di aereo francese sulla città a cui seguirà quello del 22 giugno successivo sul lungomare.[324]
- 28 maggio 1943: gravissimo bombardamento aereo delle truppe alleate sul centro della città che in 4 ore distrugge la stazione marittima ed il quartiere della Venezia provocando molti morti e feriti.[325]
- 28 giugno 1943: nuovo gravissimo bombardamento aereo americano, comincia il massiccio esodo dei cittadini conosciuto come "sfollamento". I bombardamenti si concluderanno nel luglio 1944.[325]
- 30 ottobre 1943: a seguito dell'occupazione della città, il comando dell'esercito tedesco ordina l'evacuazione della popolazione dal centro cittadino, che viene recintato, minato e sorvegliato.[326]
- 19 maggio 1944: vasto bombardamento aereo alleato che in circa 4 ore distrugge tutto il centro storico.[327]
- 7 giugno 1944: nuovo gravissimo bombardamento aereo che provoca enormi danni alla città ed alle sue infrastrutture portuali e industriali.[328]
- 19 luglio 1944: la città è liberata dalle truppe alleate e dai partigiani operanti nella zona (Terza Brigata Garibaldi "Oberdan Chiesa"); i tedeschi in ritirata provocano danni e distruzioni in porto, Torretta, Fanale, all'Origine, in Via Roma, al lungomare fino ad Antignano.[329]
- 29 luglio 1944: Furio Diaz, a soli 27 anni, è eletto primo sindaco di Livorno dopo la liberazione, con il compito di traghettare la città verso la ricostruzione.[330]
- Novembre 1947: è ricostituita la Compagnia Lavoratori Portuali.[331]
- 25 marzo 1952: inaugurazione del Cinema Teatro Grande, emblema della ricostruzione operata nel centro cittadino.[332]
- 20 dicembre 1953: il vescovo Giovanni Piccioni celebra la consacrazione del duomo, ricostruito in gran parte dopo i bombardamenti.[333]
- 23 ottobre 1962: inaugurazione della ricostruita Sinagoga.[334]
- 1966: inaugurazione del grattacielo di piazza Matteotti, opera di Giovanni Michelucci.[335]
- 9 novembre 1971: tragedia della Meloria. All'alba, intorno alle ore 6, al largo delle secche della Meloria un C-130 della Royal Air Force si schianta in mare; vi periscono 46 paracadutisti della VI Compagnia Grifi ed i sei membri che componevano l'equipaggio inglese.[336]
- 11 gennaio 1976: inaugurazione del palazzetto dello sport (Palamacchia).[337]
- Febbraio 1977: l'editore de Il Telegrafo, Attilio Monti, decreta la chiusura della testata; il sindaco Alì Nannipieri procede alla requisizione del giornale, che l'anno successivo viene rilevato dall'editore Carlo Caracciolo.[338]
- 3 marzo 1977: la città è in lutto a causa della sciagura del Monte Serra, dove un C-130 "Vega 10" si è schiantato causando la morte di 38 giovani allievi del primo corso dell'Accademia Navale, il loro ufficiale e 6 membri dell'equipaggio aereo.[339]
- 19 marzo 1982: il pontefice Giovanni Paolo II arriva in elicottero nel campo del "Gymnasium" per visitare la città.[340]
- 22 aprile 1984: forti scosse di terremoto di magnitudo 3-4 del quinto grado della scala Mercalli scuotono la città; la paura della popolazione continua anche nei giorni successivi al susseguirsi di numerose forti scosse fino ai primi di maggio.[341]
- 24 luglio 1984: scalpore in città per la notizia del ritrovamento nel fosso antistante il Mercato Centrale di due teste attribuite a Modigliani poi rivelatesi false; la notizia della "burla delle teste di Modigliani", organizzata da tre giovani livornesi, farà il giro del mondo.[342]
- 25 aprile 1985: i principi del Galles Carlo e Diana d'Inghilterra, provenienti da Firenze s'imbarcano nella darsena per salire sul loro yacht "Britannia" pronto a salpare.[343]
- luglio 1986: su iniziativa dell'amministrazione comunale, nell'estate si tiene la prima edizione della manifestazione "Effetto Venezia".[344]
- 26 gennaio 1987: tragedia presso lo stabilimento dell'ITALSO; un'esplosione provoca tre morti e alcuni gravi ustionati.[345]
- Dicembre 1988: inizia lo scarico e lo stoccaggio dei bidoni di rifiuti tossici della nave "Karin B".[346]
- Settembre 1989: si scaricano i bidoni di rifiuti tossici della nave "Deepsea Carrier".[347]
- Agosto 1990: scoppia il vastissimo incendio sulle colline livornesi che distrugge molti ettari di macchia mediterranea; molte abitazioni sono in pericolo con esodo della popolazione di Montenero.[348]
- 10 aprile 1991: disastro del Moby Prince. Il traghetto Moby Prince si scontra con la petroliera Agip Abruzzo al largo del porto di Livorno: nel rogo causato dall'impatto periscono 140 persone.[349]
- 1994: inaugurazione del museo civico Giovanni Fattori presso villa Mimbelli.[350]
- 10 luglio 1998: la Terrazza Mascagni viene restituita alla cittadinanza al termine di una complessa operazione di ripristino, che porta anche alla ricostruzione del padiglione per la musica (che era andato distrutto durante la seconda guerra mondiale).[351]
- 18 maggio 1999: il livornese Carlo Azeglio Ciampi viene eletto Presidente della Repubblica Italiana; un mese dopo, il 23 giugno, sarà a Livorno per la sua prima visita ufficiale.[352]

### Il XXI secolo
- 17 aprile 2003: il Cantiere navale fratelli Orlando viene acquisito dal gruppo Benetti.[353]
- 19 giugno 2003: inaugurazione del centro commerciale di Porta a Terra.[354][355]
- 24 gennaio 2004: il teatro Goldoni, dopo un lungo periodo di inattività e un impegnativo restauro, viene inaugurato alla presenza del presidente della Repubblica Carlo Azeglio Ciampi.[356]
- 14 marzo 2004: inaugurazione del PalaLivorno, poi divenuto Modigliani Forum.[357]
- 8 dicembre 2008: viene ultimato il restauro del Cisternino di Pian di Rota.[358]
- 31 luglio 2010: inaugurazione del rinnovato acquario.[359]
- 15 ottobre 2015: inaugurazione del nuovo centro commerciale "Parco di Levante".[360]
- 19 dicembre 2016: alla presenza del ministro Graziano Delrio, viene inaugurata la stazione ferroviaria di Livorno Darsena per il collegamento diretto tra il terminal Darsena Toscana e la linea Tirrenica settentrionale.[361]
- 9-10 settembre 2017: nella notte, un violento nubifragio causa l'esondazione di alcuni torrenti, la morte di 9 persone e danni ingenti in alcune aree della città.[362][363]
- 20 aprile 2018: inaugurazione, dopo oltre 5 anni dalla posa della prima pietra, del Museo della Città.[364]

## Nobiltà civica
Fino al 1750 non esisteva in Toscana un proprio diritto nobiliare, ma ci si avvaleva del diritto comune e per la nobiltà civica delle norme relative all'"Ordo decuriorum" del basso impero romano.
La nobiltà civica livornese durante il regime mediceo e lorenese toscano, era costituita dalle famiglie i cui rappresentanti facevano parte dei consigli municipali e ricoprivano le principali magistrature della città.
La legge toscana del 31 luglio 1750, pubblicata il 1º ottobre, nella generale riorganizzazione della classe nobiliare toscana disciplinò, richiamandosi in gran parte agli statuti dell'Ordine di Santo Stefano del 1746, la materia sulla nobiltà civica i cui presupposti legali richiesti furono: appartenere alla suprema magistratura cittadina (gonfaloniere) e risiedere con proprietà in una delle città definite "Patrie nobili", di cui Livorno fece parte dal 1720.
Con decreto granducale del 3 maggio 1816 fu introdotto anche il Patriziato civico. con effetti retroattiva dal 1606.Tuttavia a seguito di violente protese ed insistenti richieste di cui si fece portavoce l'avvocato Maggi, la nobiltà livornese venne riconosciuta dal granduca Pietro Leopoldo con effetti retroattivi dal 1606, anno di proclamazione della città.
Elenco delle famiglie storiche appartenenti all'antica nobiltà cittadina fino all'Unità d'Italia: (evidenziate con il segno * le prime famiglie ascritte nel libro d'oro cittadino a far data dal 1768-1770):
- Achiardi
- Agostini * (dalla Corsica)
- Alessandri *
- Angioli
- Angioletti* (da Perugia)
- Anichini
- Armano *
- Ascani *
- Baganti
- Bartolommei
- Bastogi
- Balbiani * (1706)
- Baldasseroni *
- Bastiani *
- Batacchi * (dalla Corsica)
- Bertagni
- Bertini
- Bertolacci
- Bertolli
- Betti
- Bevilacqua
- Bianchi * (da Marsiglia)
- Bicchierai * (dal 1756)
- Bitossi *
- Bizzarrini
- Blasini Bagalà
- Bombardieri
- Bonaini *
- Borghini
- Borromei * (da Milano)
- Boccalandro
- Bonaini *
- Buonamici
- Buonavogli
- Calamai (1792)
- Cardi *
- Carega
- Cartoni * conti
- Castelli conti
- Catelani *
- Cecconi
- Celli
- Ceramelli Papiani (1836)
- Cerboni
- Chelli
- Chellini *
- Ciurini *
- Conti * conti
- Coppi
- Cotolendi
- Cremoni *
- Cresci
- Damiani *
- Danti
- D'Angelo * (dalla Corsica)
- da Silva (dal Portogallo)
- de Felici * (dalla Corsica)
- de Filippi *
- De Franco *
- De Larderel conti di Montecerboli
- De Lorenzi * (dalla Francia)
- Di Lorenzo
- Dominici
- Doveri
- Erbucci
- Fabbri conti
- Farinola * (dalla Corsica)
- Ferrari conti
- Filicchi
- Finocchietti * conti (1759)
- Formigli
- Forni
- Franceschi (1686)
- Frosini
- Frugoni (1698)
- Gabbrielli
- Gavi
- Ghantuz Cubbe marchesi (1818)
- Giera
- Gower (dal Galles)
- Grabau (da Amburgo)
- Grant (dalla Scozia)
- Huigens (da Amburgo)
- Ieroni (da Montpellier)
- Kotzian (dalla Svizzera)
- La Comba Pomier
- Lami
- La Motte
- Landi
- Lapini
- Lazzeri
- Lorenzi * (dalla Francia)
- Maggi *
- Maggi Tidi
- Malenchini
- Mancini
- Mandini (1731)
- Manetti
- Manfredi (1624)
- Manfredini (dalla Corsica)
- Manteri
- Marchant * (dalla Francia)
- Martellini
- Martini *
- Massai
- Mattei (dalla Corsica)
- Maurogordato (dalla Grecia)
- Mazzanti
- Mazzinghi
- Mazzoni *
- Mellini (1682 da Roma)
- Mesny
- Michon * (nel 1752 da Lione), 2 rami
- Mimbelli (dalla Dalmazia)
- Minaschi
- Mochi
- Monti
- Monticelli
- Mugnai
- Nervini
- Niccolai Gamba conti
- Niccoletti
- Ott baroni
- Paci
- Palli
- Papanti
- Parenti
- Passanti
- Pavoli
- Pazzini
- Pezzini
- Pietrasanta (da Milano)
- Pigliù
- Pinto de Vega (dalla Spagna)
- Poccianti
- Poggiali
- Puliti
- Ricci *
- Rodocanacchi conti (dalla Grecia)
- Rodocanacchi Ralli
- Rodriguez * (dal Portogallo)
- Sabatini
- Salla
- Sansoni
- Saraff (dalla Siria, 1804)
- Scarpi
- Senn
- Signorini
- Simonelli (1704)
- Sproni * (da Anversa)
- Stefanini
- Strambi
- Taddei
- Tamagni
- Tidi * (1682) (da Sansepolcro)
- Tonci Ottieri della Ciaia  conti
- Tordoli *
- Torsi *
- Turchetti
- Ulrich
- Valle
- Valsovano
- Vandester (dall'Olanda)
- Vincenti * (dalla Corsica)
- Visconti

Vivarelli Colonna
- Wierts (dall'Olanda)